# Hormicedo
Hormicedo es un despoblado situado en la provincia de Burgos, comunidad autónoma de Castilla y León, comarca Odra Pisuerga, ayuntamiento de Villadiego.

## Datos generales
Se ubica a 10 km al norte de la capital del municipio, en un valle estrecho entre dos cuestas, una al norte y otra al sur.
Wikimapia/Coordenadas: 42°35′28″ N 3°59′22″ O
| Noroeste:                        | Norte: Barrios de Villadiego | Noreste:                   |
| Oeste: Villalbilla de Villadiego |                              | Este: Villanueva de Puerta |
| Suroeste                         | Sur: Villanueva de Puerta    | Sureste:                   |

BarriosEntre los vecinos se decía que Hormicedo estuvo compuesto por siete barrios, de los que nos quedan los nombres de seis de ellos: Hormicedo, Fuenteujano, Cerninos o Cernilos, San Juan, Valdevacas y San Vicente.
Tal vez este último, San Vicente, sea al mismo que el denominado Cernilos.
Junto al Hormicedo existió también el lugar de Colmenares, perteneciente al ayuntamiento de Villanueva de Puerta, que en el siglo XVIII quedaba reducido a una renta.
El barrio de San Juan se localizaba a unos 100 m de la margen izquierda del arroyo Jarama y ocupaba parte de la vega y la zona más baja de la ladera Suroeste de una plataforma. Se ha encontrado material arqueológico integrado por cerámica elaborada a torno y abundantes restos constructivos (teja curva y bloques de caliza).

## Historia

### Prehistoria
Consta ocupación humana durante la Segunda Edad del Hierro con un ejemplo relevante en el término de San Andrés/La Sierpe (plataforma de un espigón en una horquilla fluvial en la confluencia de los arroyos Jarama y Gargantilla) en Hormicedo. En esta ubicación también hubo un posible asentamiento de la Primera Edad del Hierro

### Edad Media
San Vicente de Hormicedo, supuesta capital del valle, cuya ubicación se estima a 1 km de Hormicedo, aparece citado en 978, en el documento fundacional del monasterio de los Santos Cosme y Damián de Covarrubias.

Entre 1121 y 1124 aparece citado en un documento de adopción como hijo de un presbítero y cesión de varias propiedades, entre ellas Formizedo. En 1213 aparece citado en un documento del monasterio de Santa María de Aguilar de compra de tierras.

En 1318 Hormicedo es propiedad del Monasterio de las Huelgas de Burgos o al Hospital del Rey.

A mediados del siglo XIV (1352) parece estar despoblado pues en el Becerro de las Behetrías En Hormicero... dixieron los pesquiridores que non fallaron y ome ninguno. Tampoco en San Vicente de Hormicedo: Otrosi en Sant Veyncent de Formizedo que non fallaron y ninguno en quien fiziesen pesquisa.

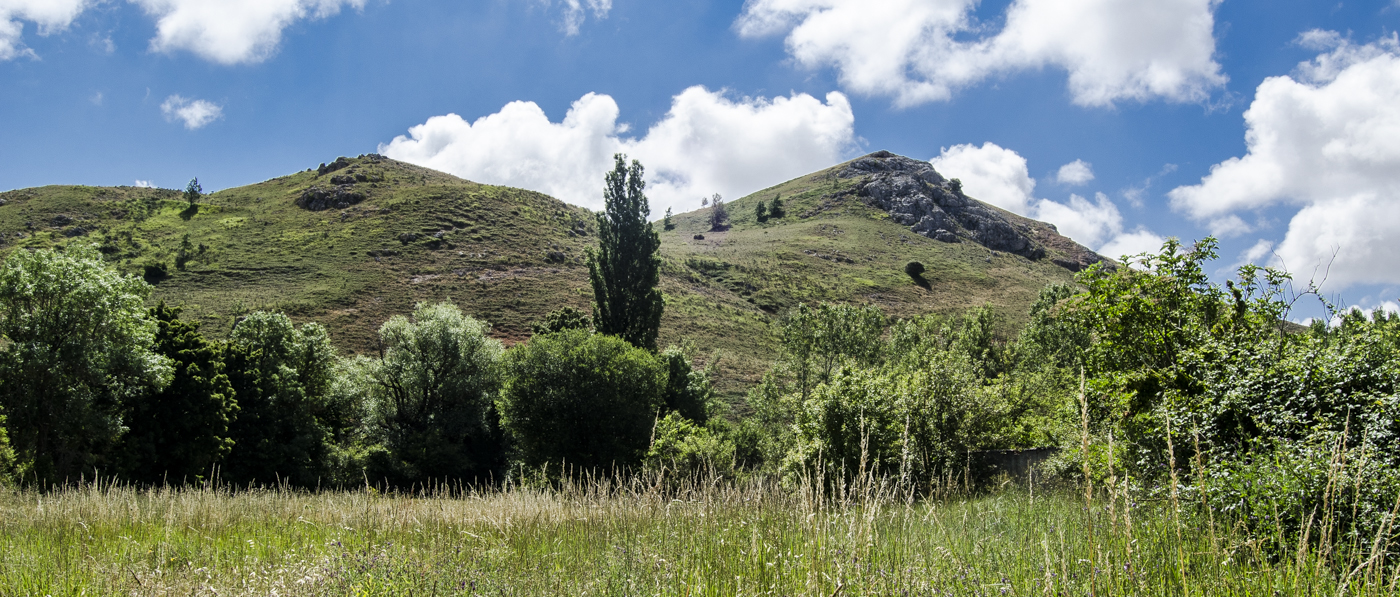
Panorámica del campo

### Edad Moderna
A principios del siglo XIX tenía 15 vecinos, con 59 habitantes. Contribuía con 1152 reales y 33 maravedíes.
Lugar que formaba parte de la Cuadrilla del Condado, en el Partido de Villadiego, uno de los catorce que formaban la Intendencia de Burgos durante el periodo comprendido entre 1785 y 1883. En el censo de Floridablanca de 1787, jurisdicción de señorío, siendo el titular el Duque de Frías; alcalde pedáneo.
Antiguo municipio de Castilla la Vieja en el partido de Villadiego.
En el censo de 1842 contaba con 6 hogares y 20 vecinos.
Entre el censo de 1857 y el anterior este municipio desaparece porque se integra en el municipio de Villanueva de Puerta.
En el siglo XIX, Pascual Madoz indica que tiene ayuntamiento. 42 casas incluyendo el ayuntamiento. Una fuente en el pueblo y 7 en el término. Atravesado por un arroyo de curso perenne. Iglesia parroquial de Santa Leocadia, con cementerio cercano a él. Producciones: trigos alaga y mocho, yeros, cebada, ganados vacuno y lanar; caza de perdices y codornices. 6 vecinos con 20 habitantes. El presupuesto municipal asciende a 4 400 reales y se cubre con los productos propios y arbitrios y reparto vecinal. En la contribución respecto a otros pueblos de la zona destaca Hormicedo con más de 100 reales por habitante (por ejemplo en otros pueblos cercanos la contribución por habitante en reales era de: Quintanilla de Río Fresno 73,4 reales, Guadilla de Villamar 43 reales, Amaya 28,7 reales, Cañizal 49,8 reales y Castrillo de Riopisuerga 48,18 reales).

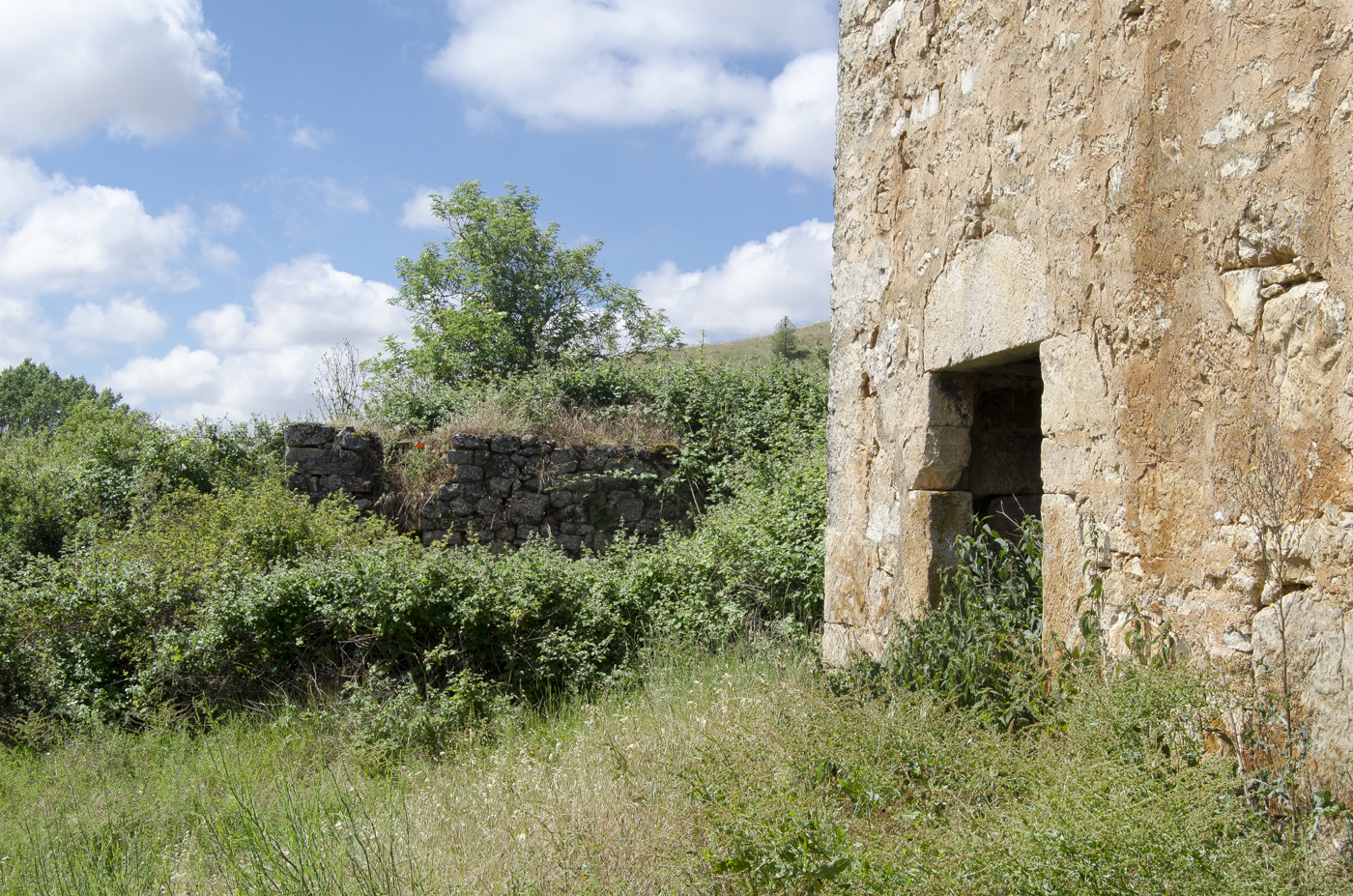
Ruinas

### Edad Contemporánea
Por Hormicedo pasaba la ruta de los muleros entre San Martín de Elines y Villadiego.
El pueblo quedó despoblado en enero de 1959 cuando sus dos últimos habitantes, un matrimonio, José Millán y Carmen García se trasladó al vecino pueblo de Villalbilla de Villadiego, junto con sus hijos.

Tras su abandono el pueblo fue tomado por el saqueo.

Unos años después el Decreto 2194/1974, de 20 de julio aprueba la disolución de la Entidad Local Menor de Hormicedo, fundamentándolo en
el hecho de encontrarse deshabitado totalmente su núcleo urbano.

## Restos de interés
Ruinas de la iglesia de los Santos Julita y QuiricoSegún Madoz estaba bajo la advocación de Santa Leocadia. Edificio románico reconstruido en su totalidad en el siglo XVII reutilizando los parámetros románicos anteriores. Planta de nave única de dos tramos con ábside semicircular cubierto con bóveda de horno y con un pequeño presbiterio, sacristía y tres capillas-nicho adosadas. Espadaña. Portada en el muro sur. Canecillos en el exterior. Sobre la portada de la iglesia hay una inscripción reutilizada funeraria con la fecha 1139 o 1129. La pila bautismal románica fue trasladada hace años a la plaza de Villanueva de Puerta, de donde desapareció.

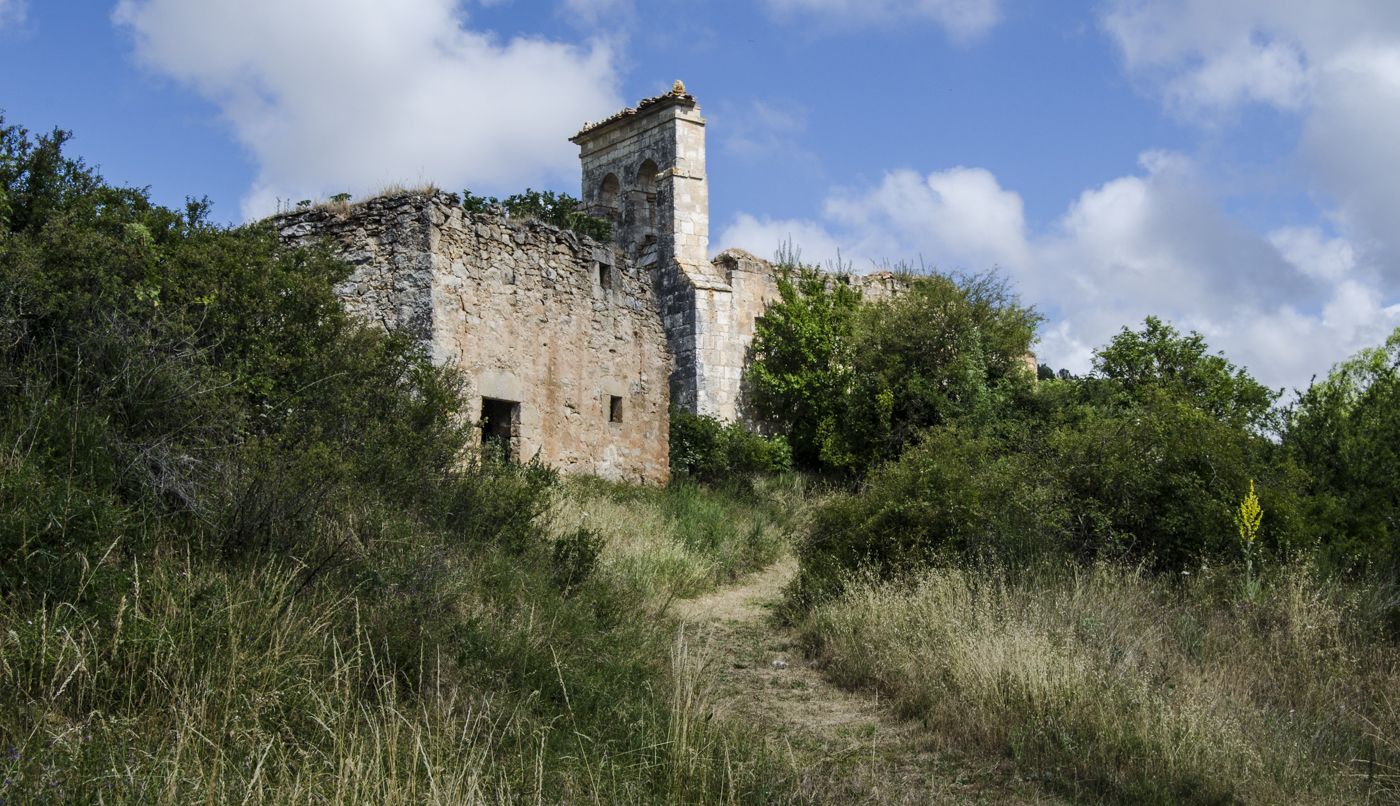
Ruinas de la iglesia de los santos Quirico y Julita.
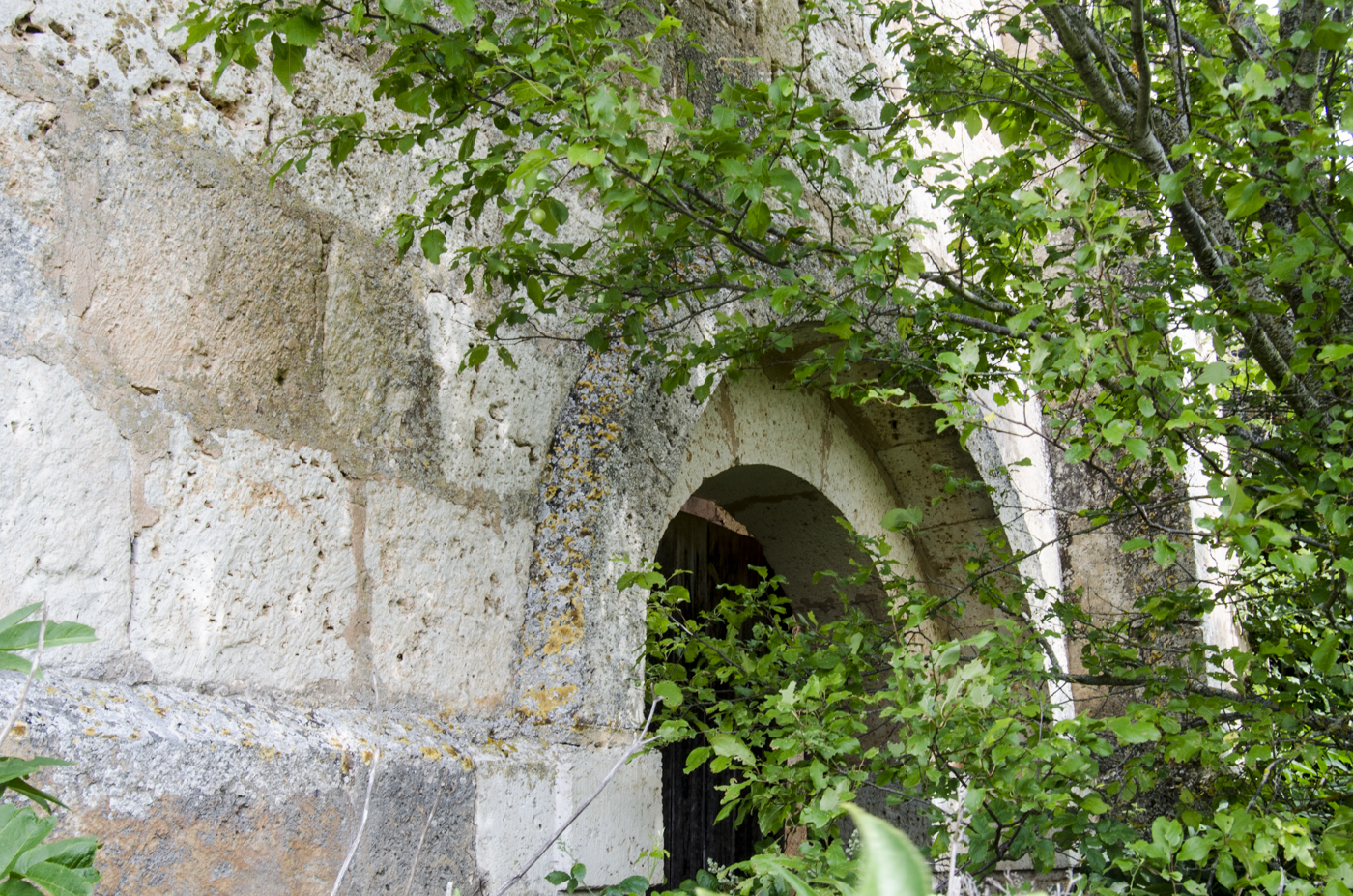
Ruinas de la iglesia de los santos Quirico y Julita.
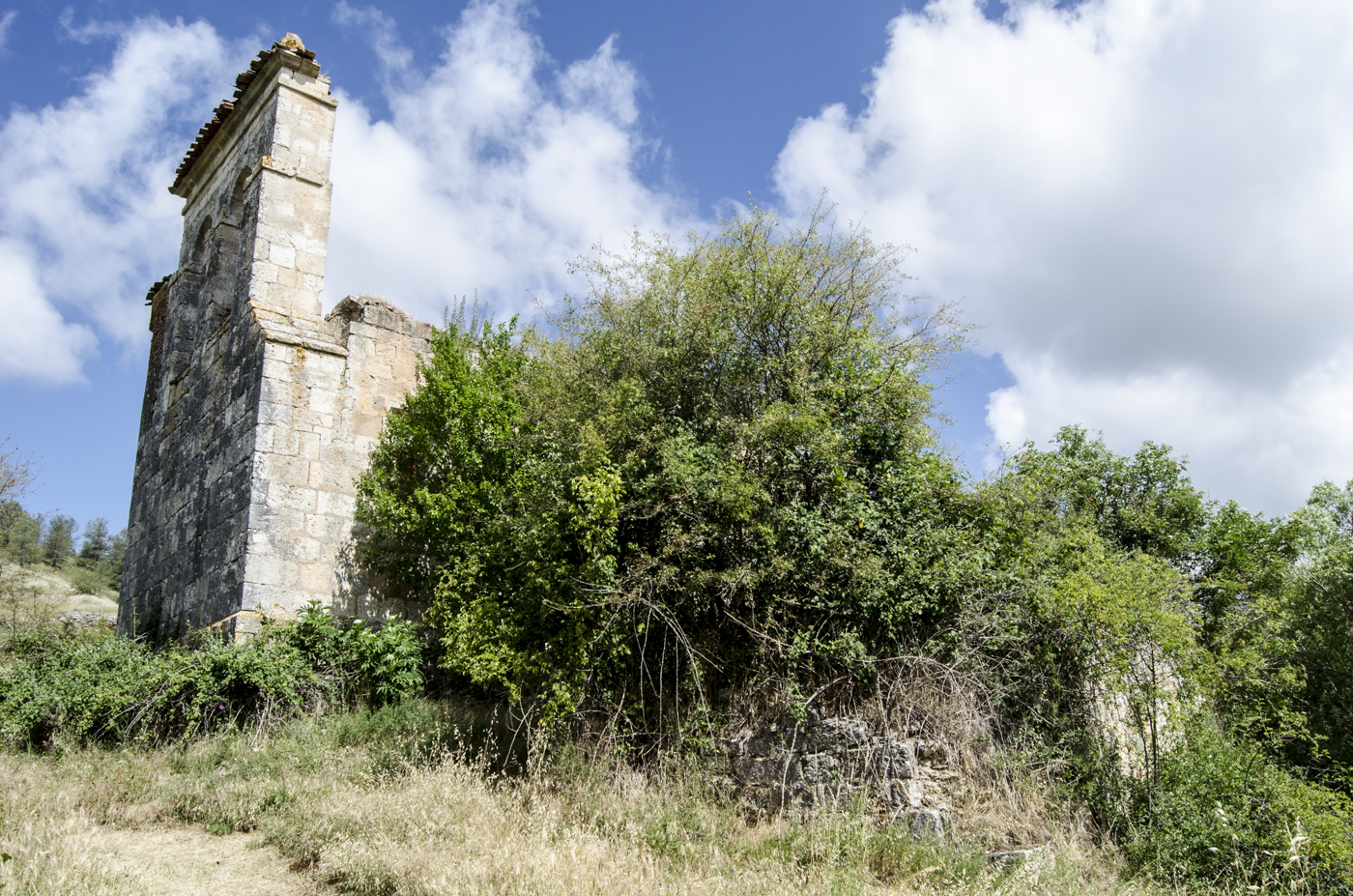
Ruinas de la iglesia de los santos Quirico y Julita.
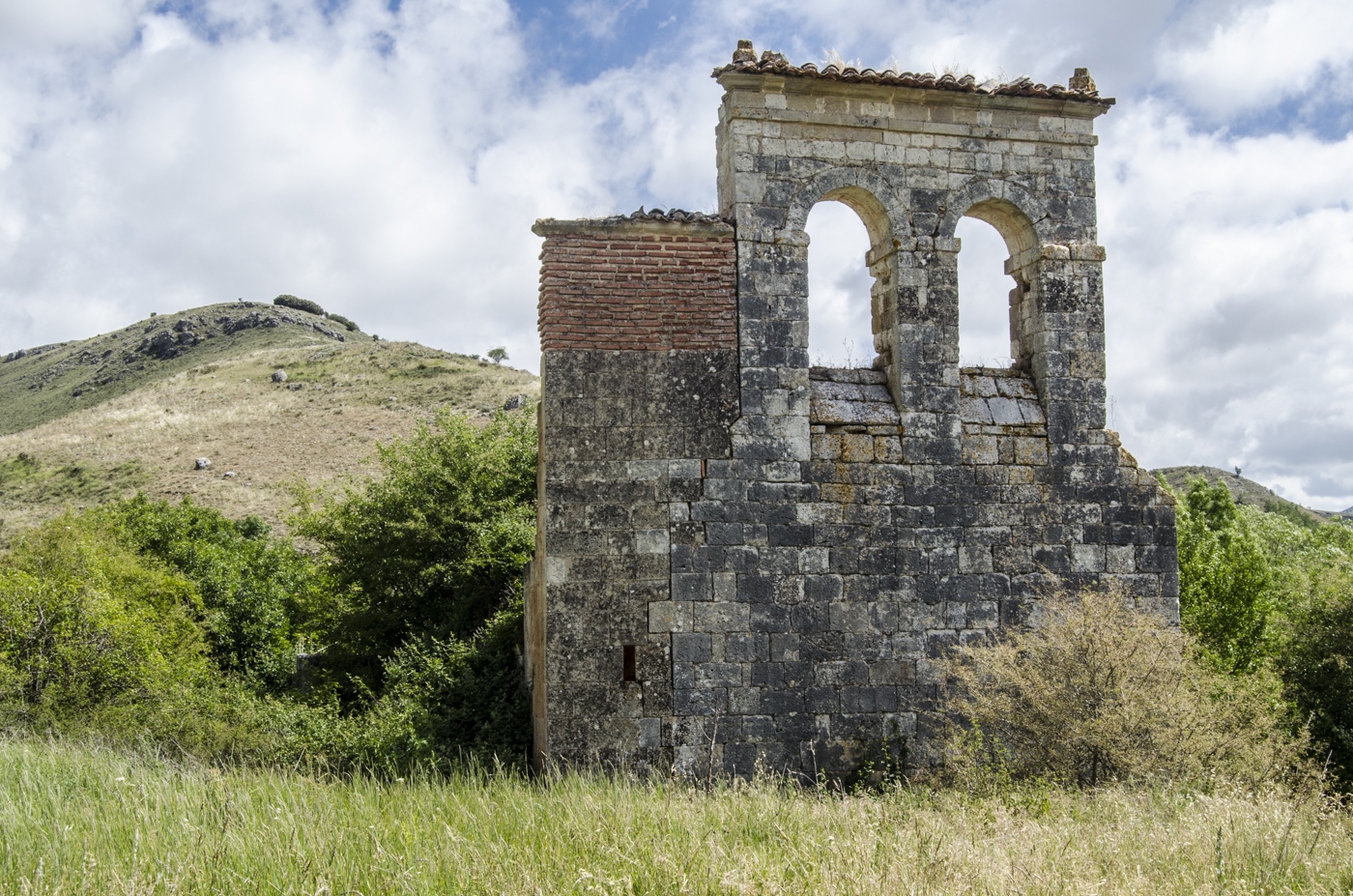
Ruinas de la iglesia de los santos Quirico y Julita.
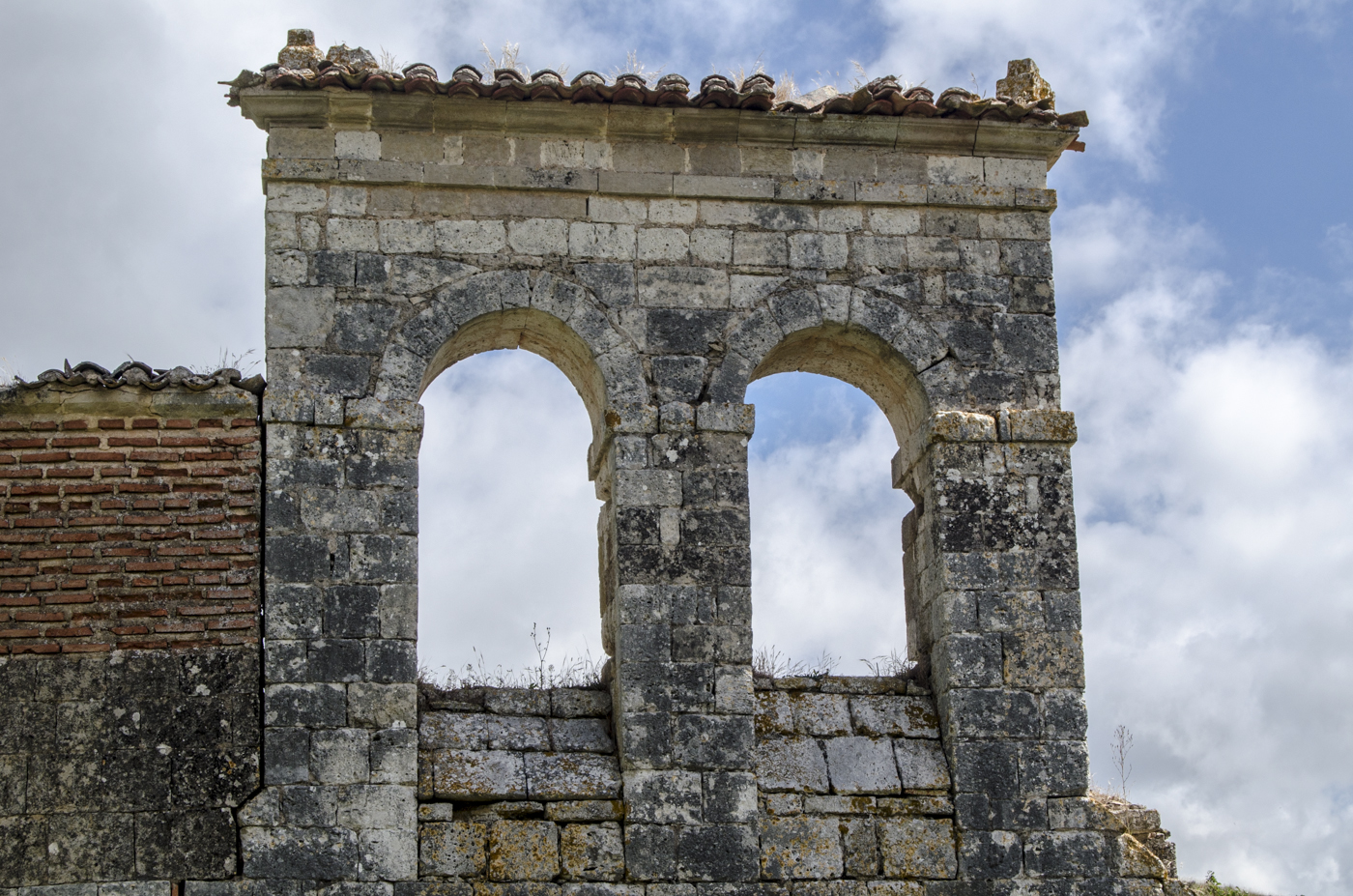
Espadaña.
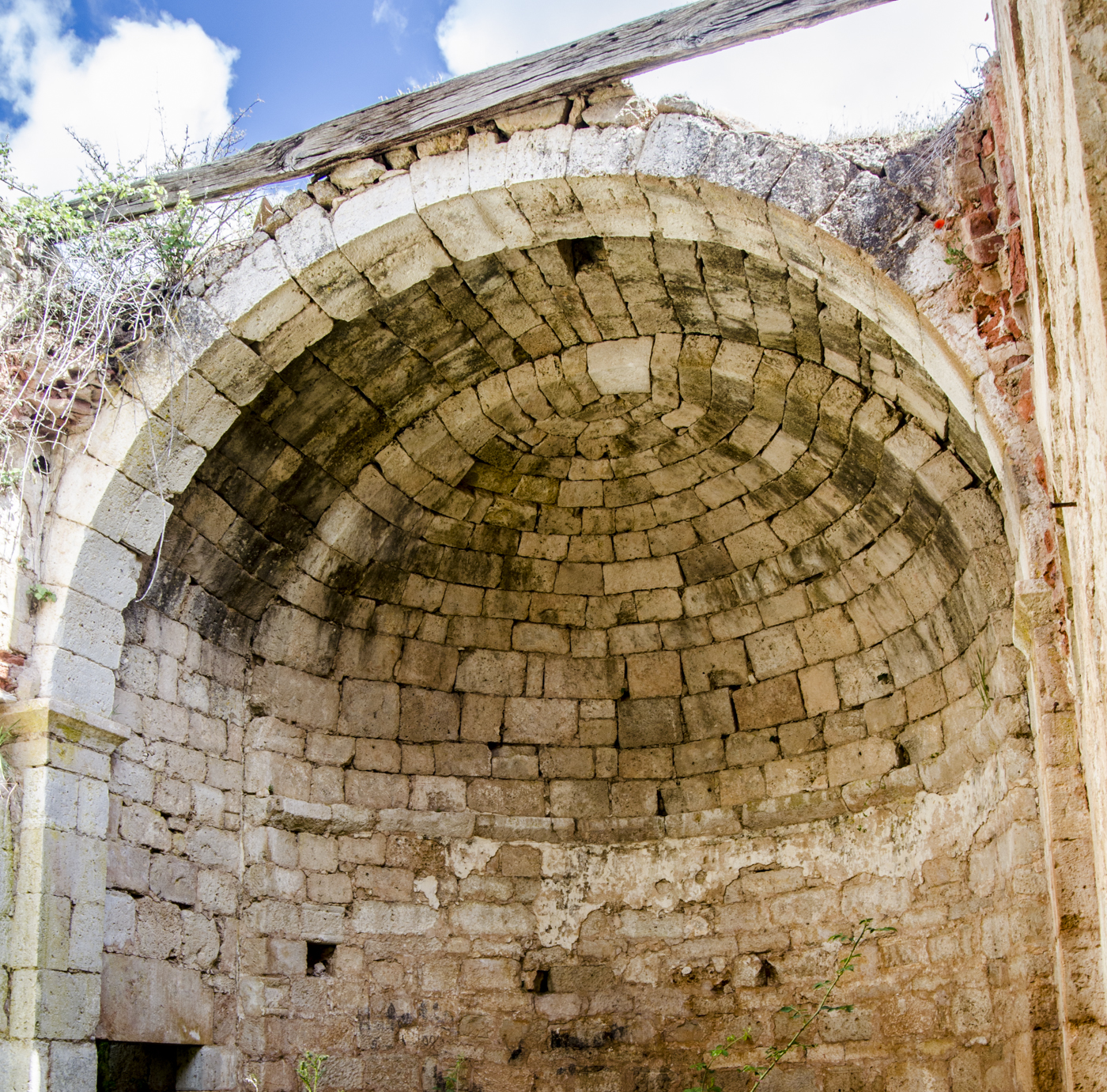
Interior del ábside.
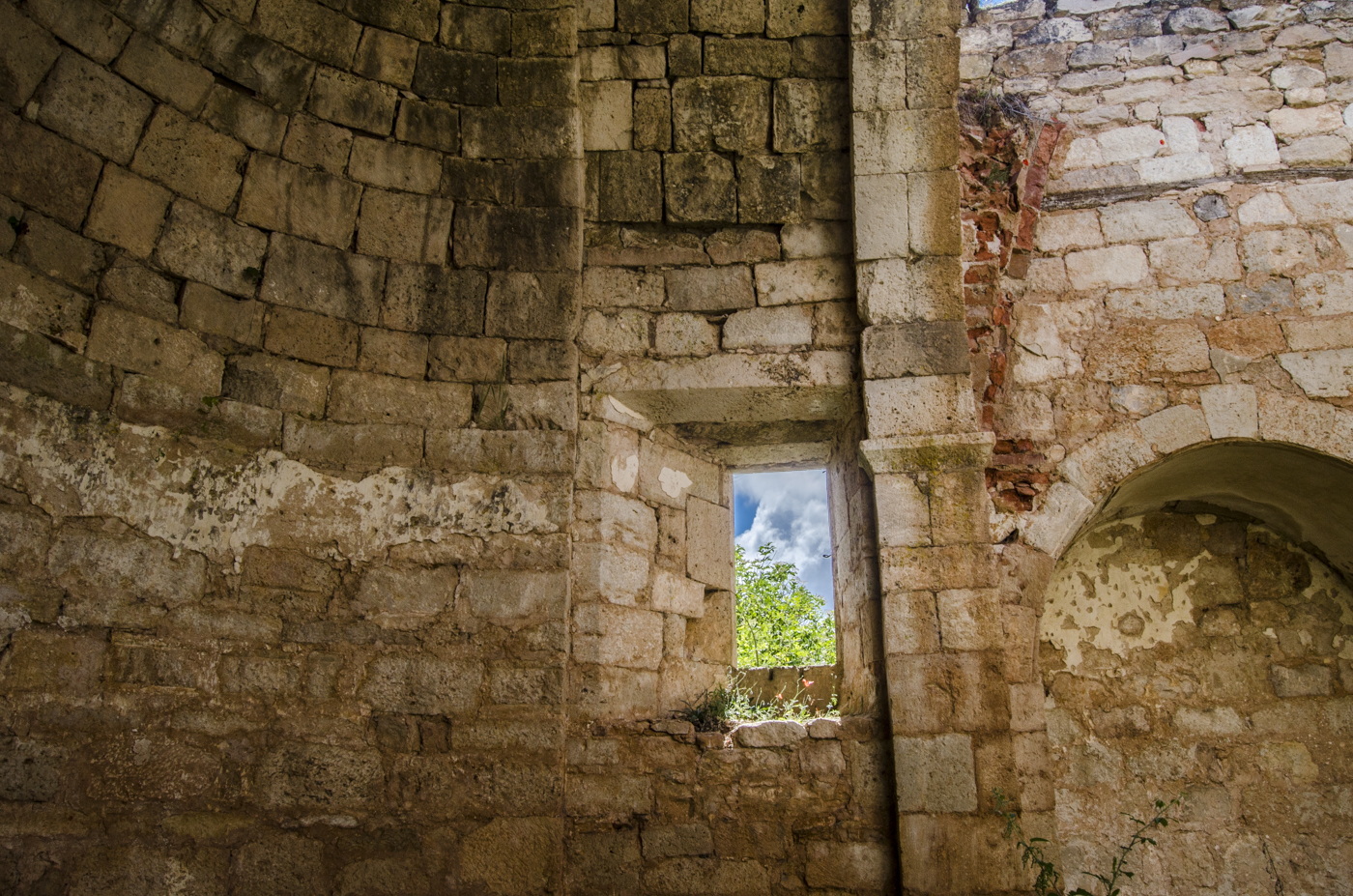
Detalle del ábside.
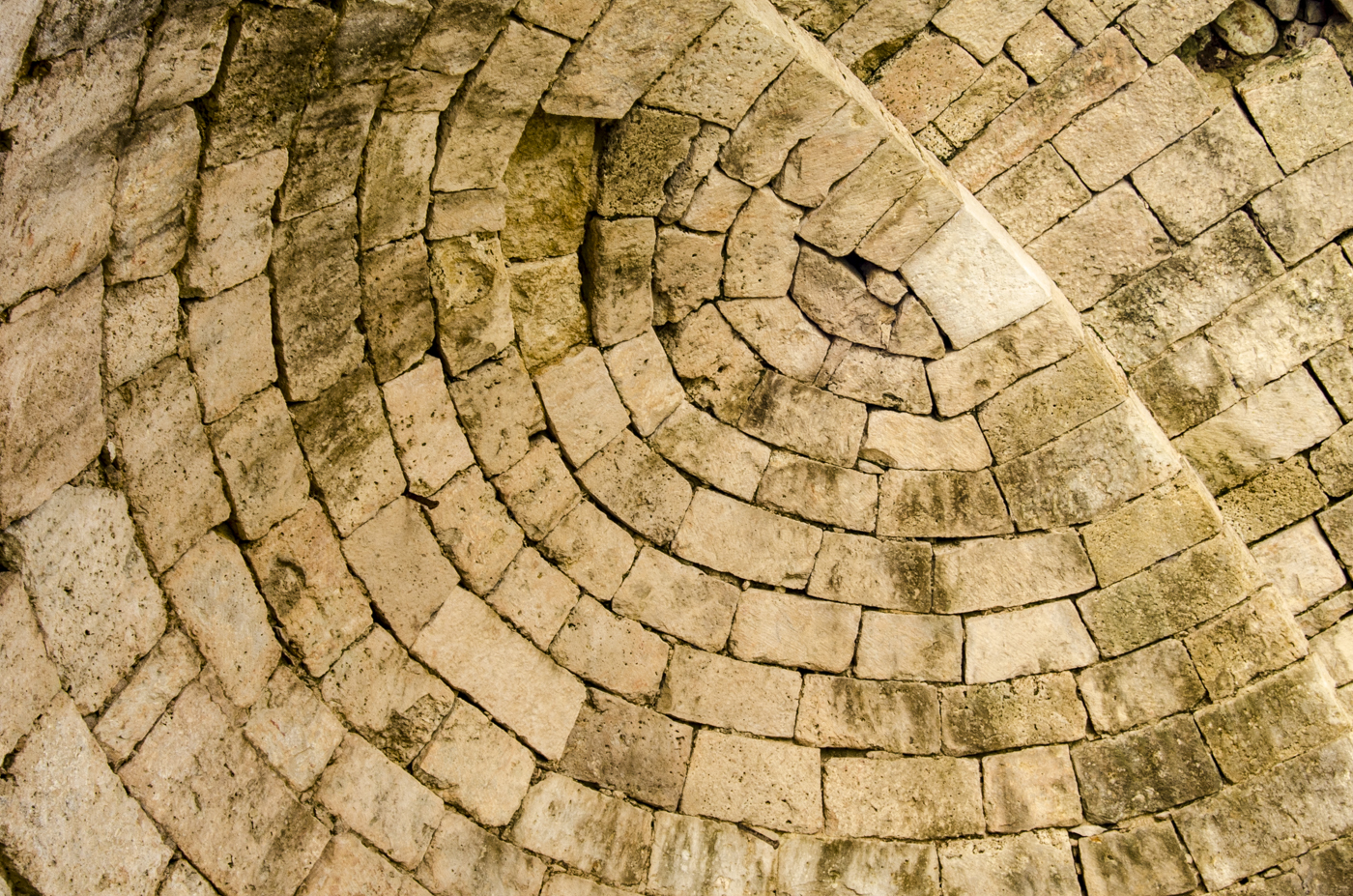
Detalle del ábside.
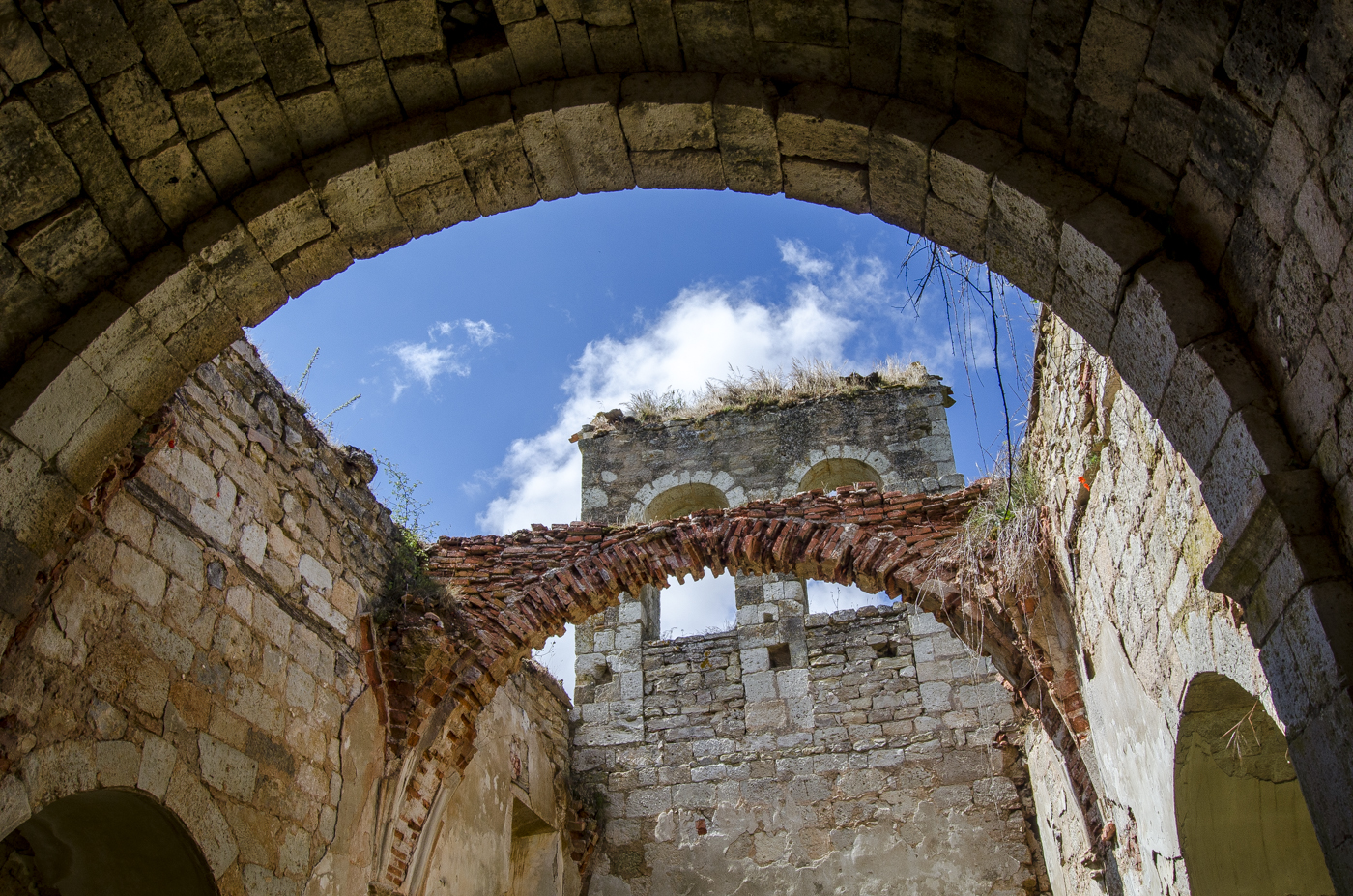
Ruinas de la iglesia de los santos Quirico y Julita.
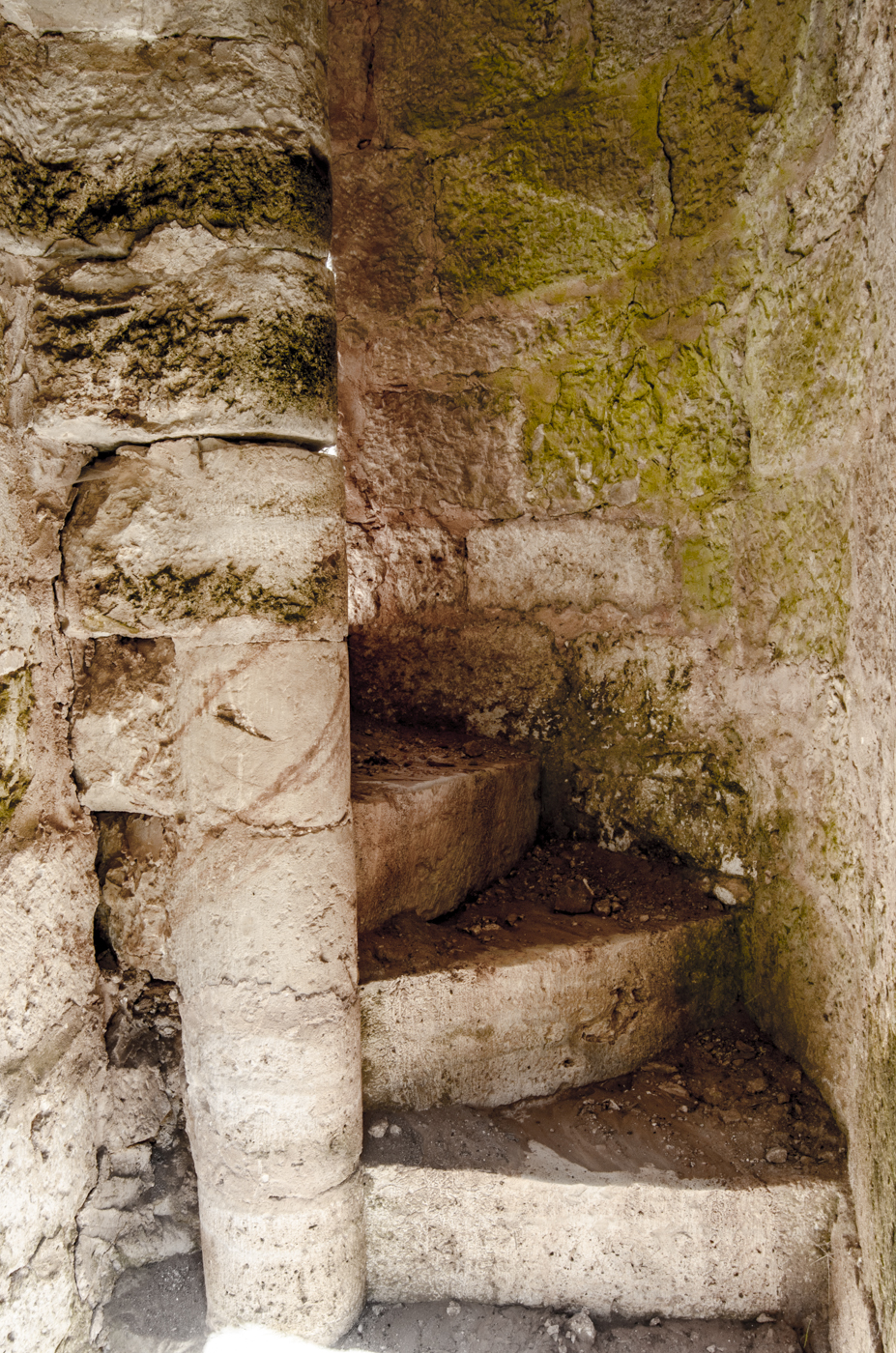
Escalera de caracol.
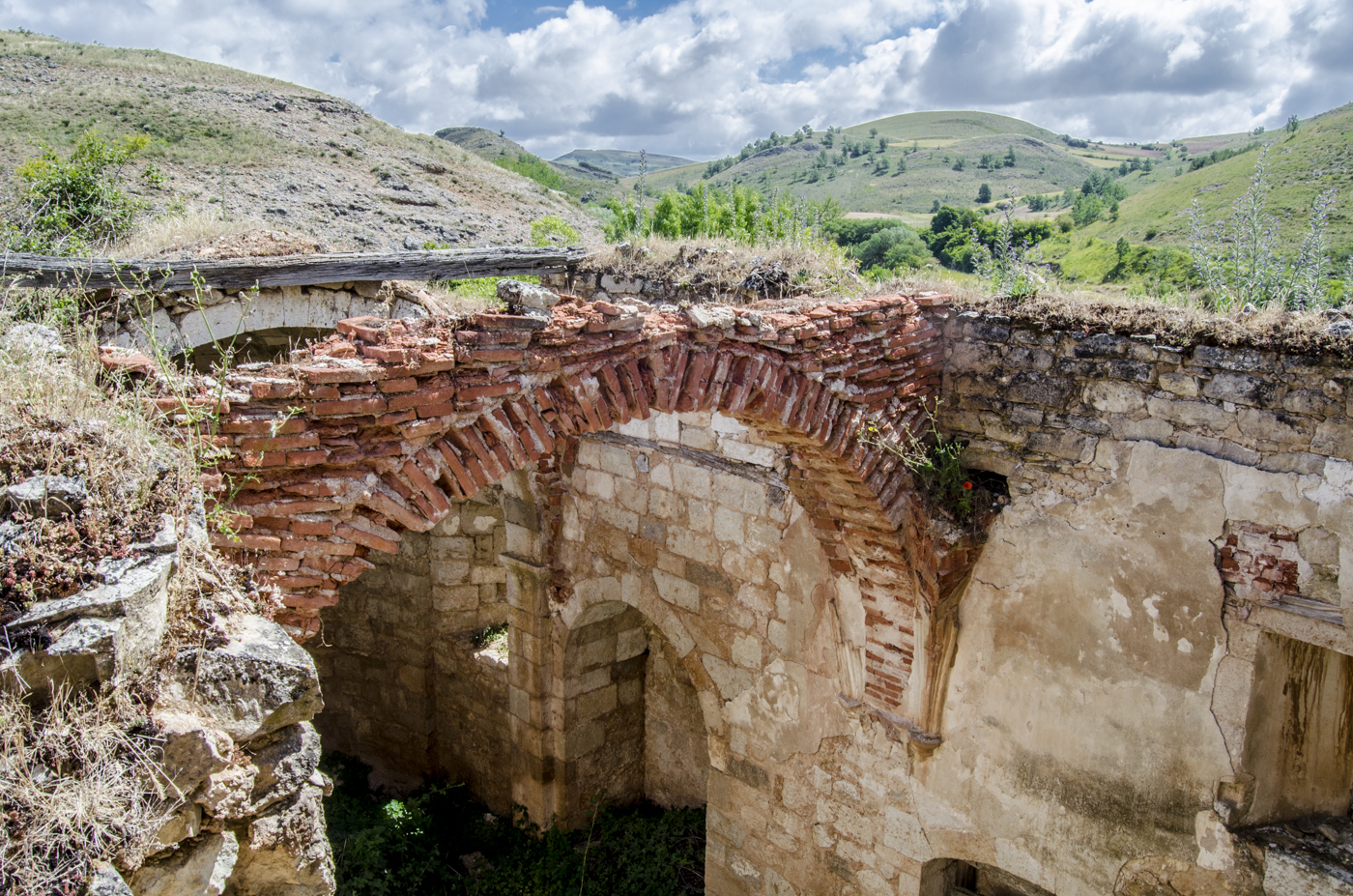
Ruinas de la iglesia de los santos Quirico y Julita.
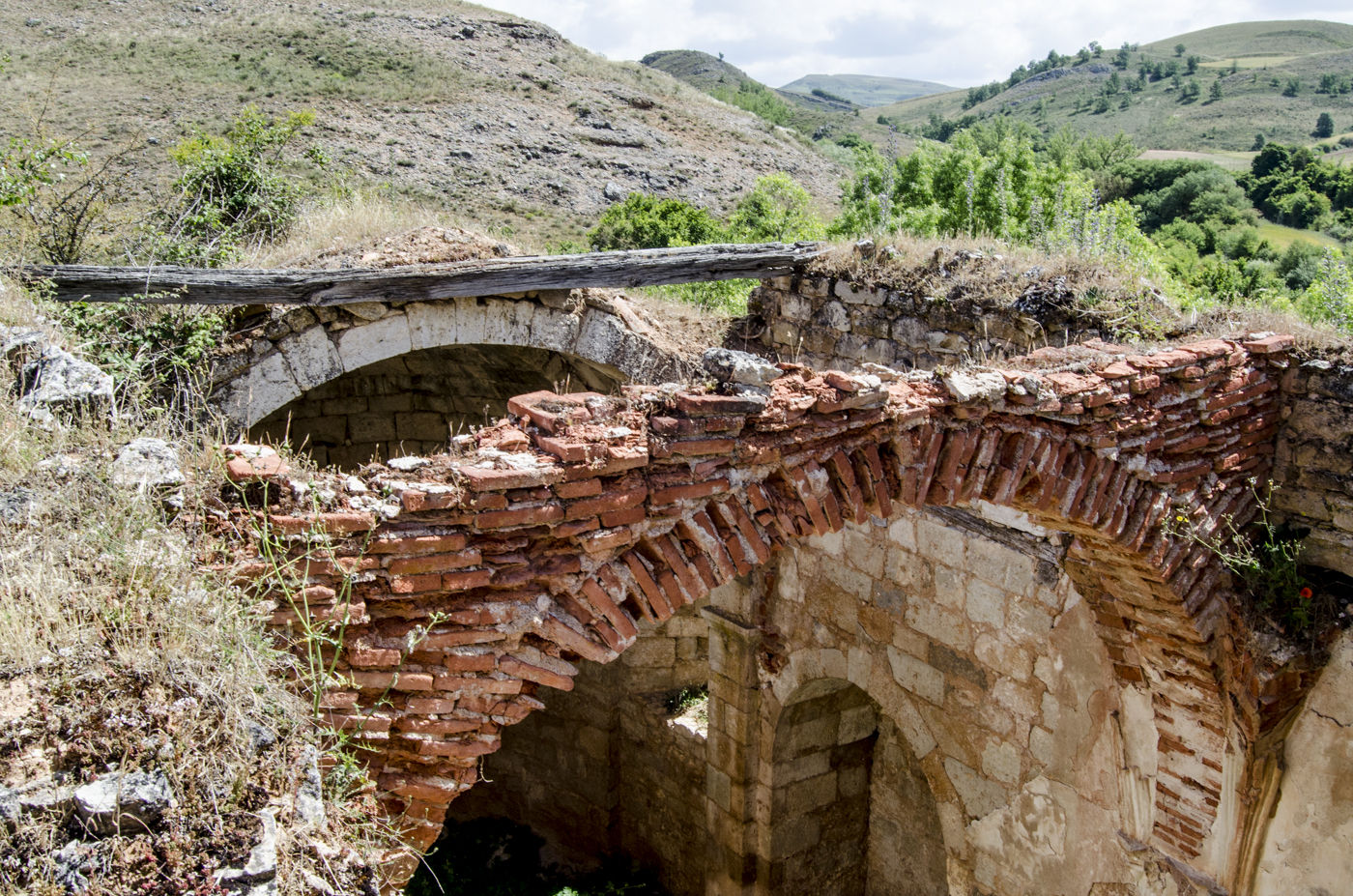
Ruinas de la iglesia de los santos Quirico y Julita.
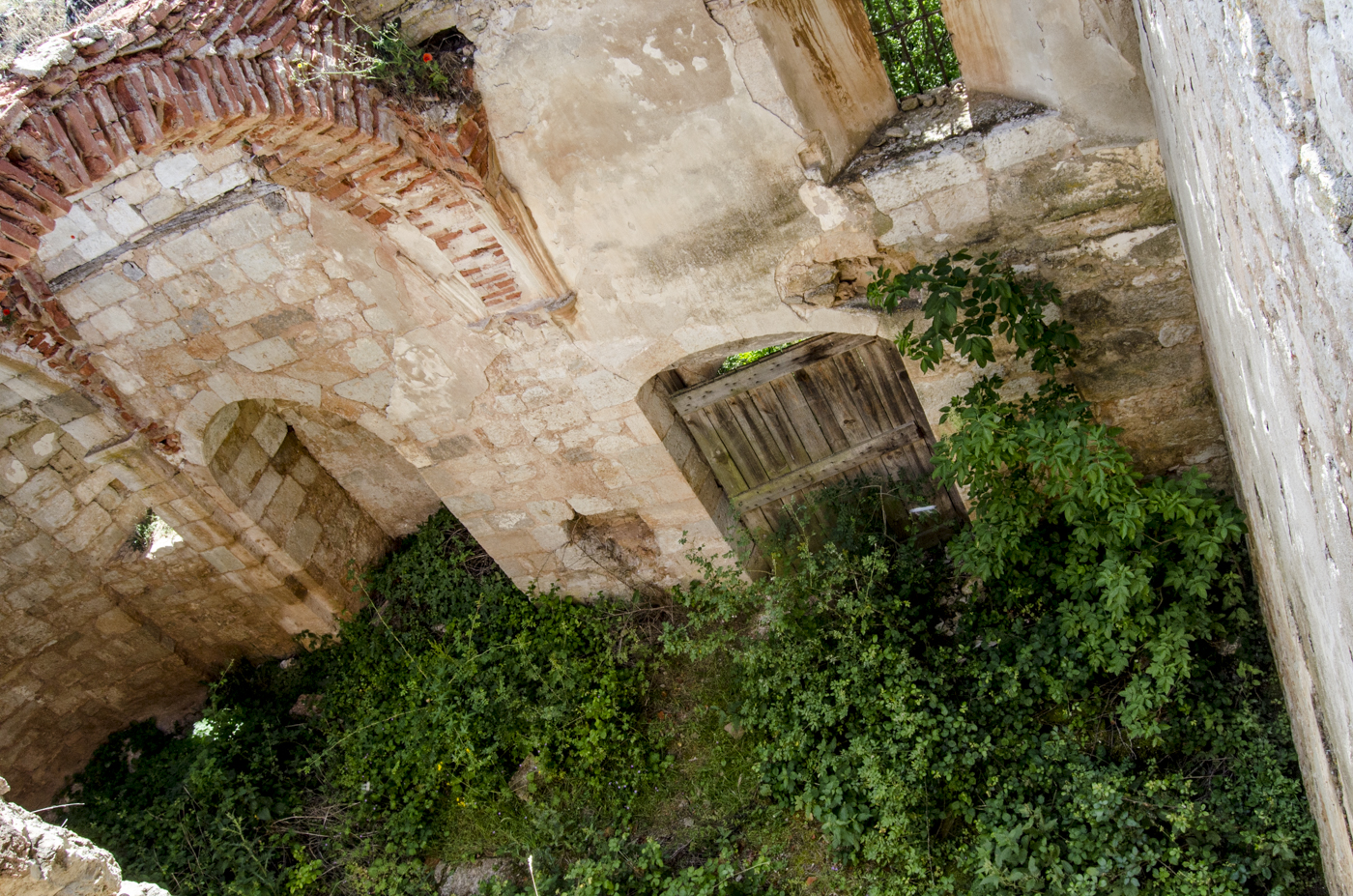
Ruinas de la iglesia de los santos Quirico y Julita.
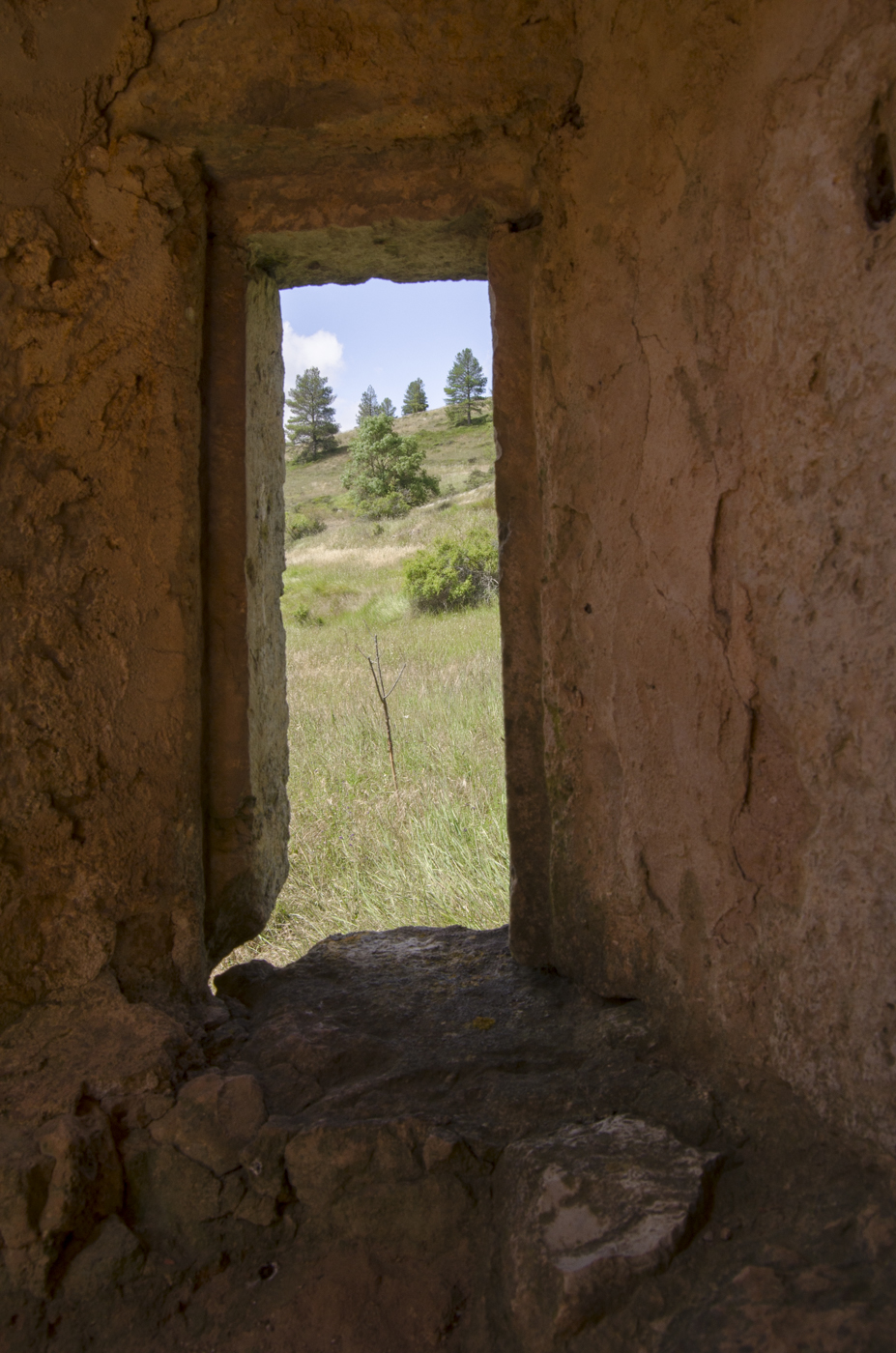
Tronera.
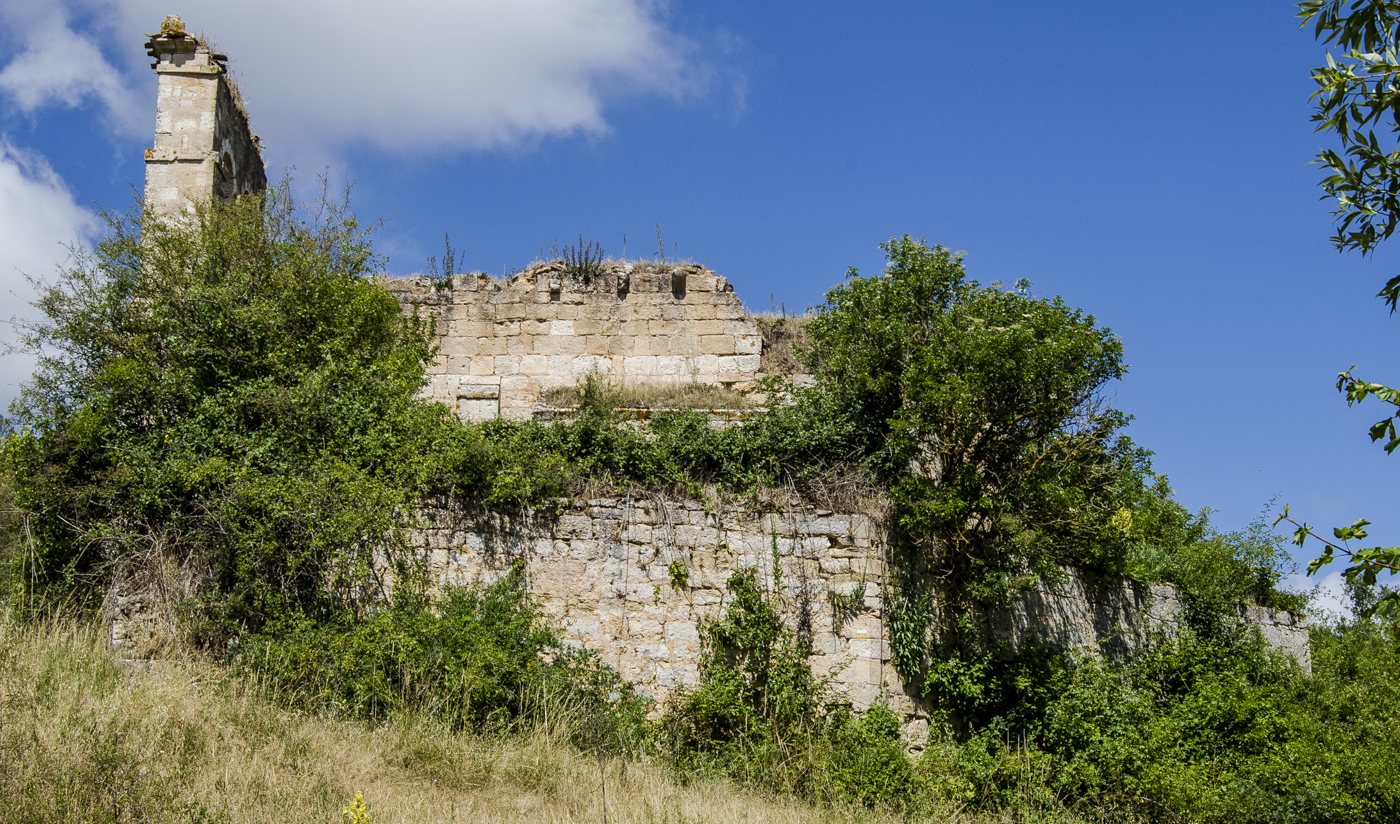
Ruinas de la iglesia de los santos Quirico y Julita.
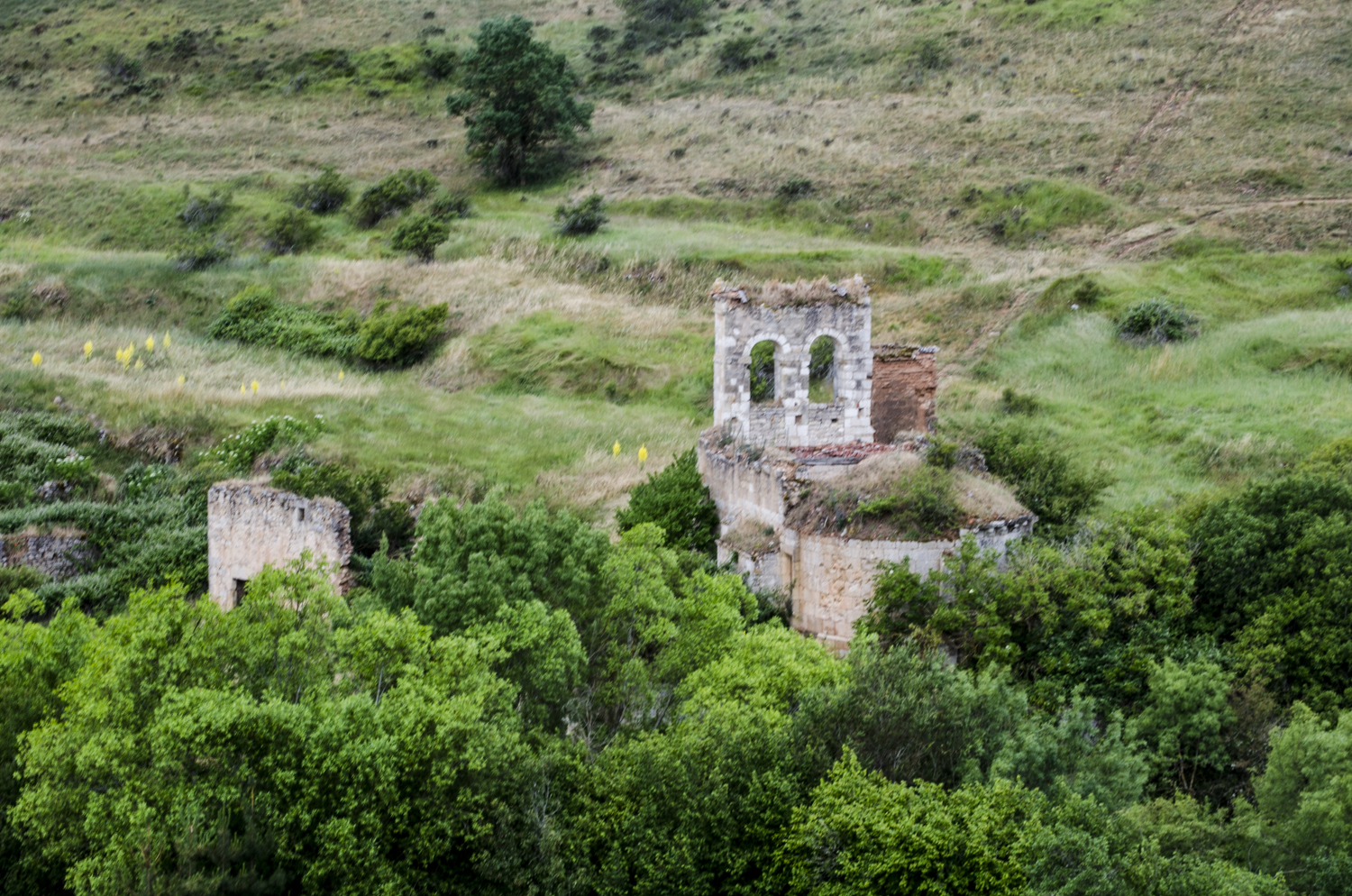
Vista desde el este. Detrás algunas de las eras.
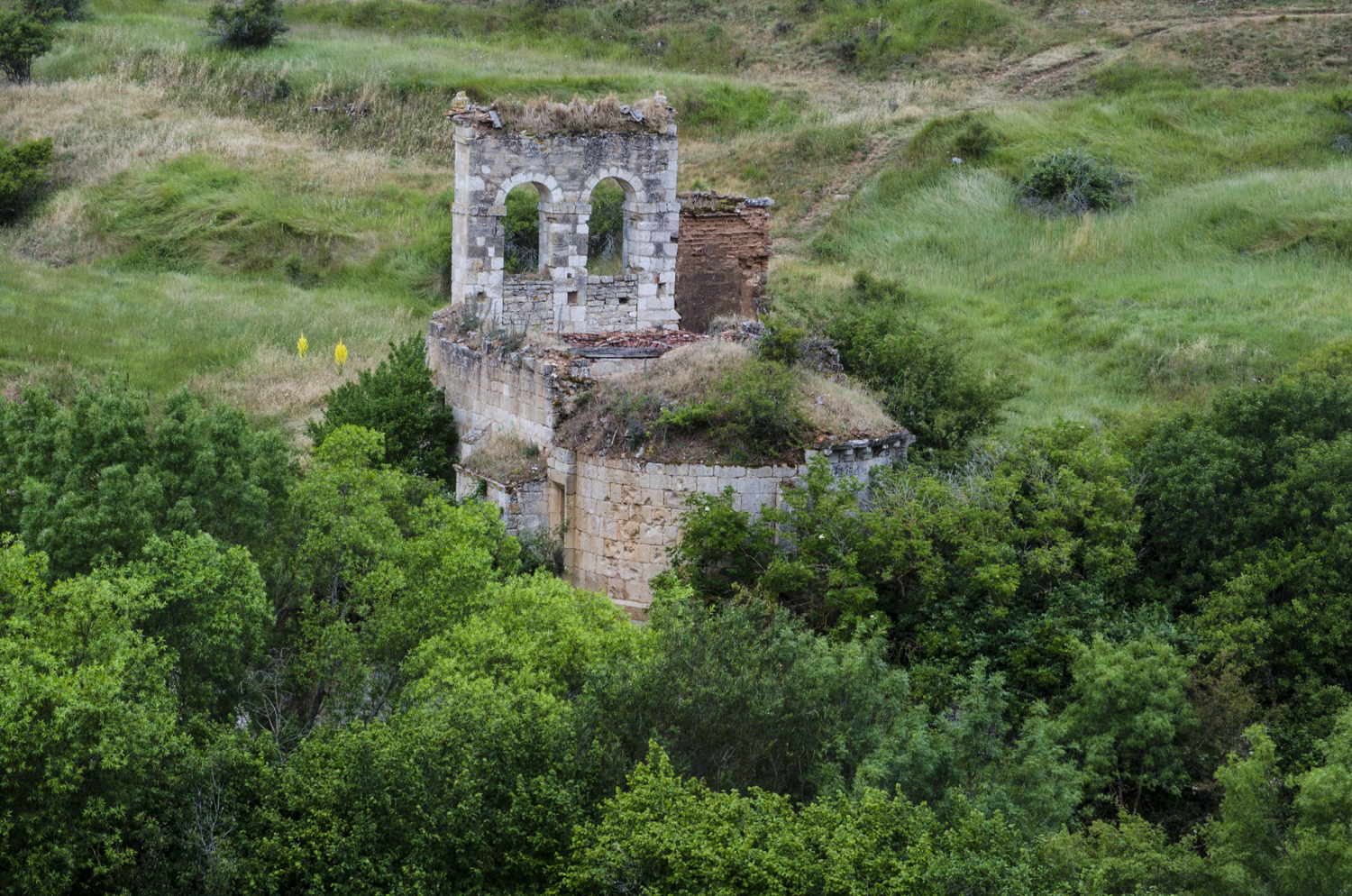
Vista desde el este.
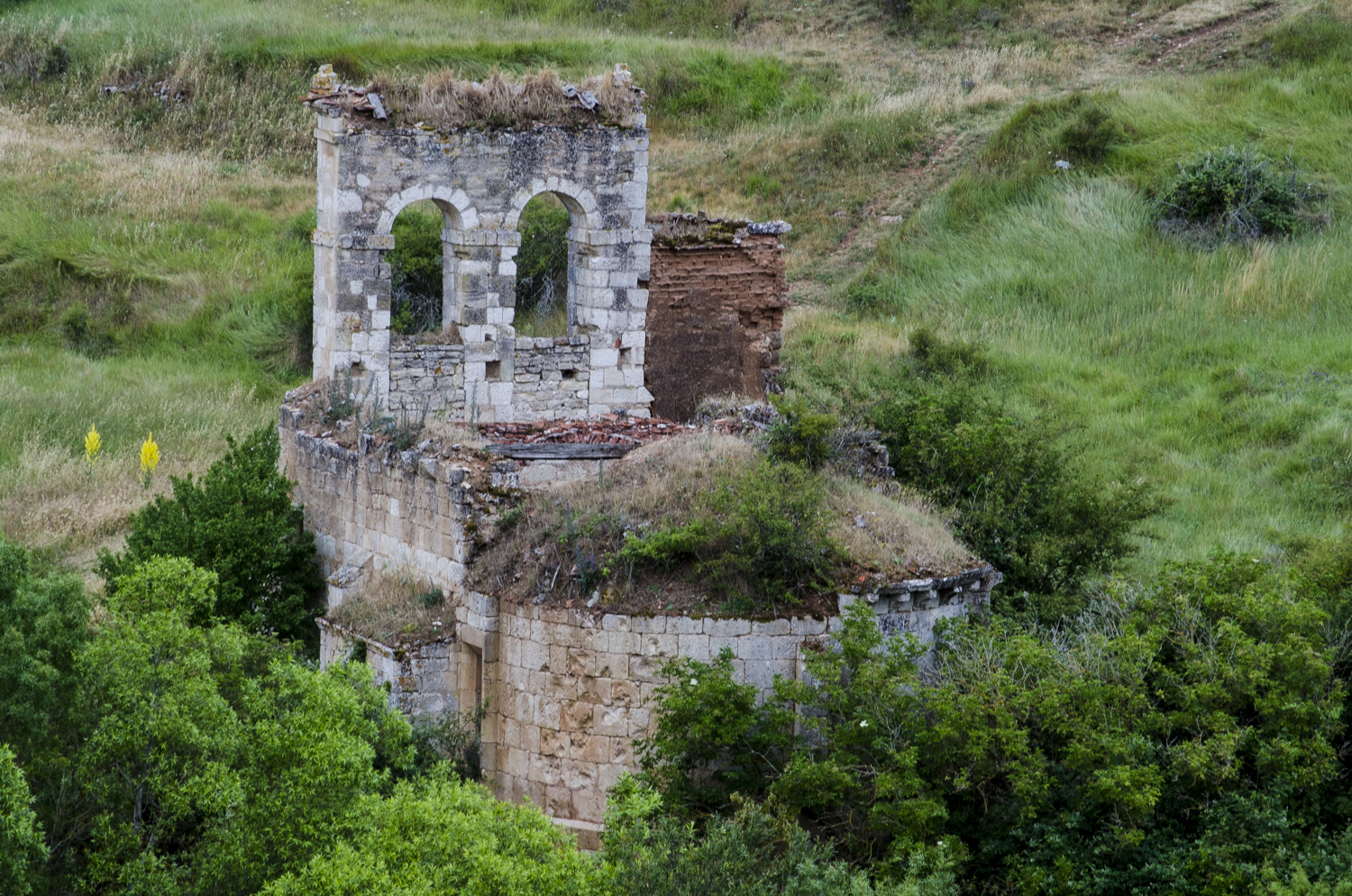
Vista desde el este.
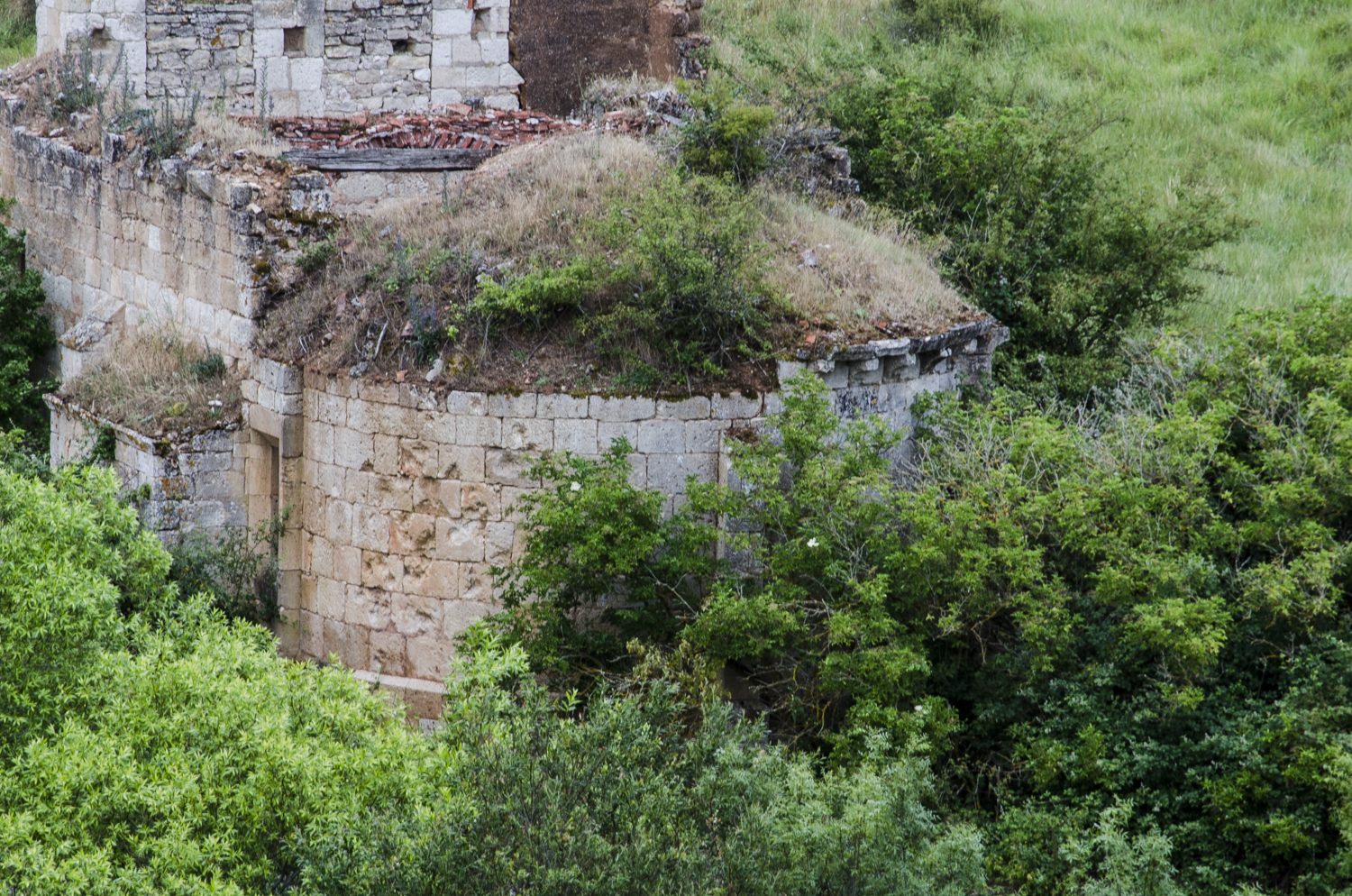
Vista desde el este. Detalle del ábside.

Derrumbe de una muralla en San Andrés/La SierpeDoble, con foso que lo cierra por el Norte, de unos 100 m de longitud y hecha con de piedra caliza. En el interior hay una estructura que podría ser un aljibe. Data la II Edad del Hierro y tal vez también de la I Edad del Hierro.

## Ocio
- Por Hormicedo pasa el sendero señalizado de La Gargantilla[14]
- En 1973 se celebró en Hormicedo el Campeonato Nacional de Caza.

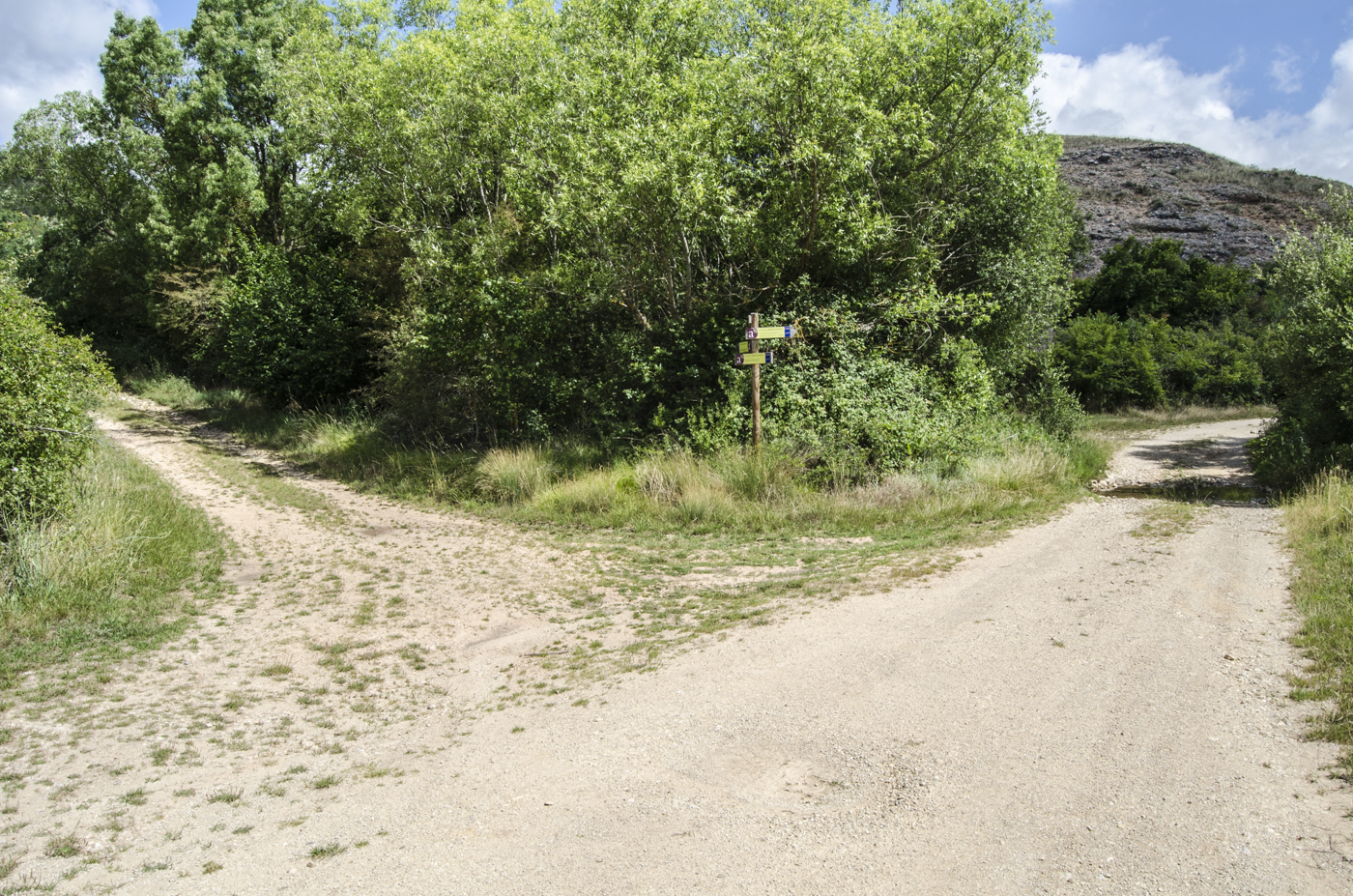
Sendero de la Gargantilla
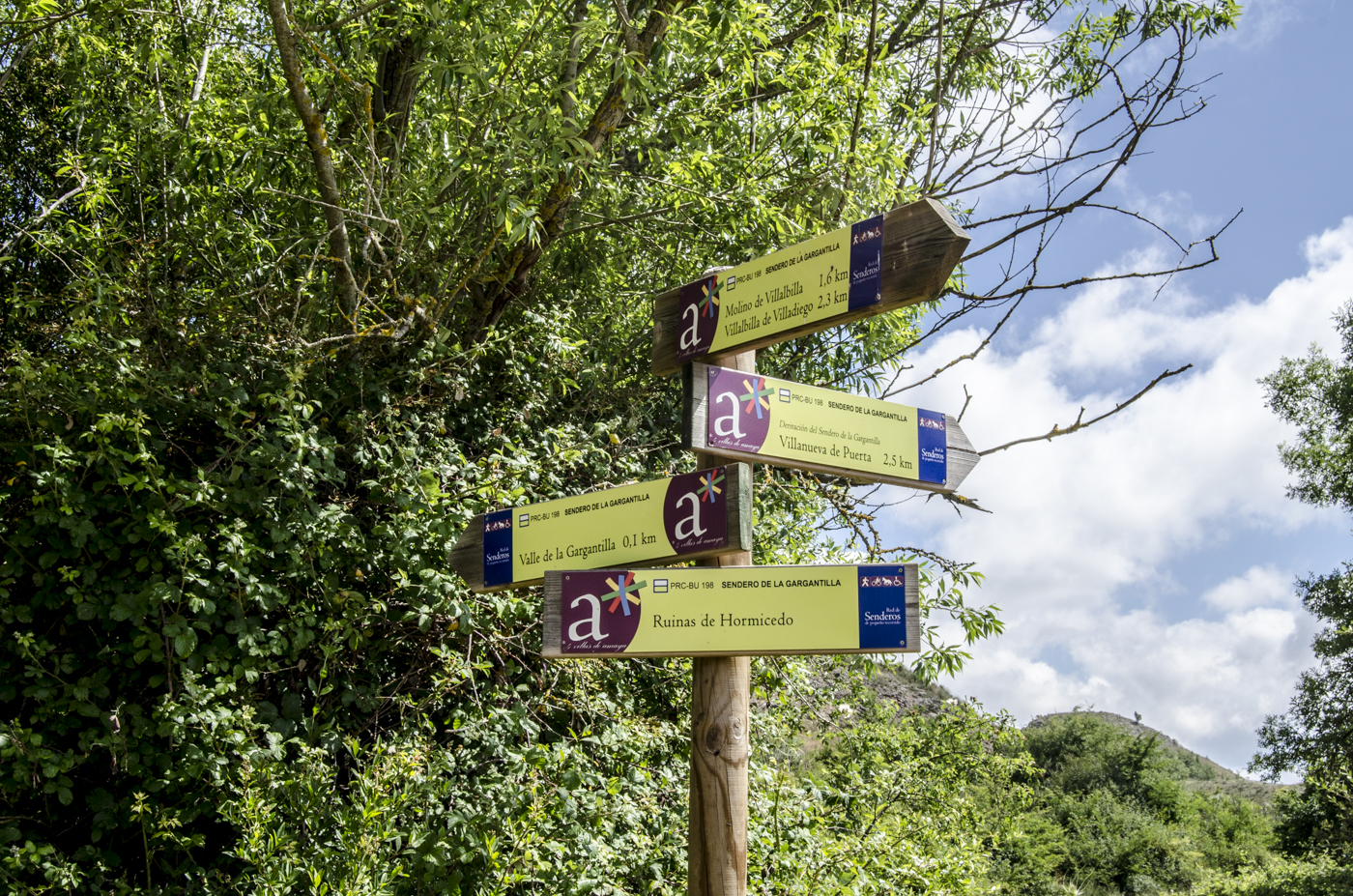
Sendero de la Gargantilla. Indicadores.
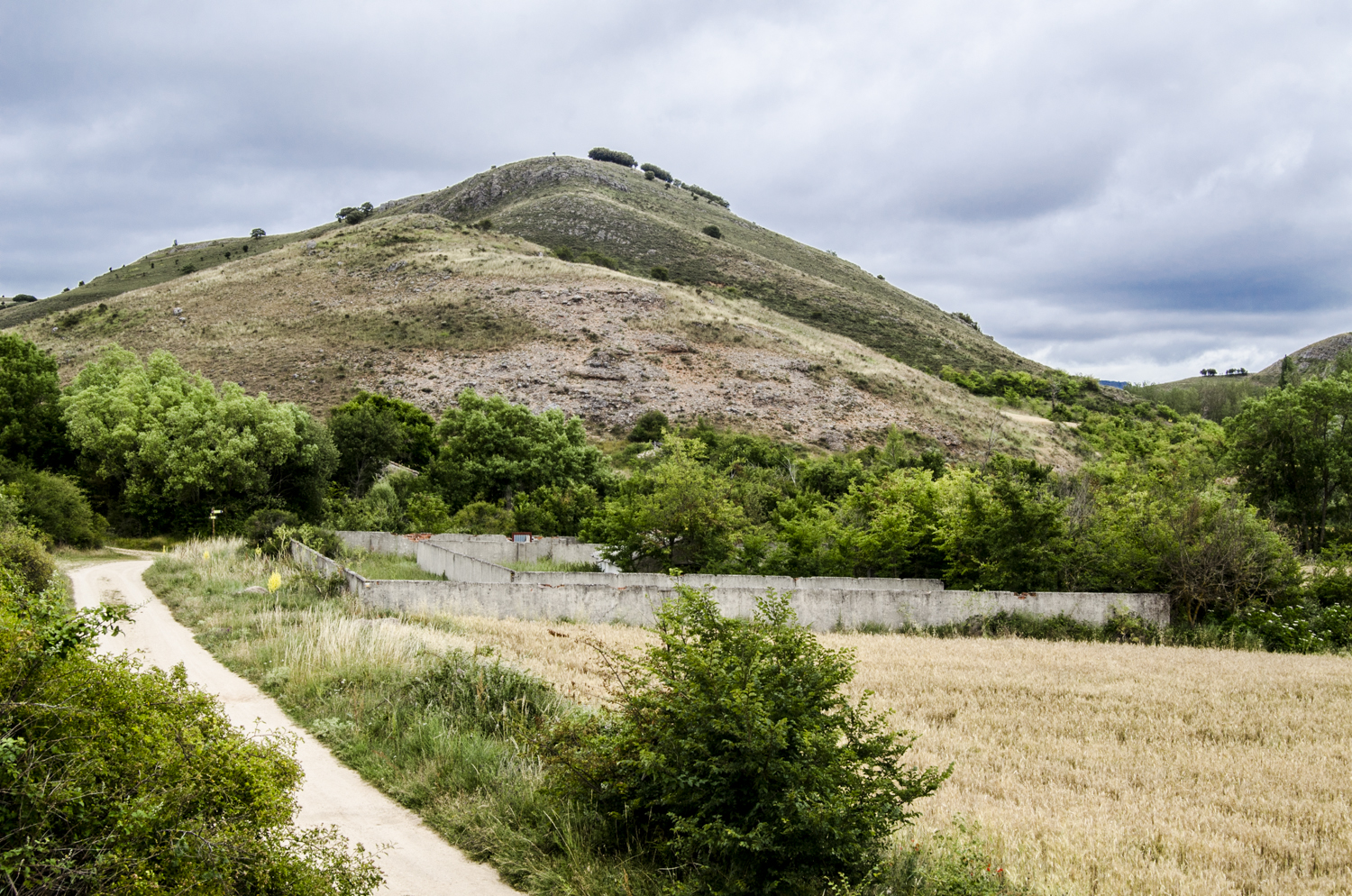
Criadero de perdices en desuso. Al fondo Peña del Val.

## Otras imágenes

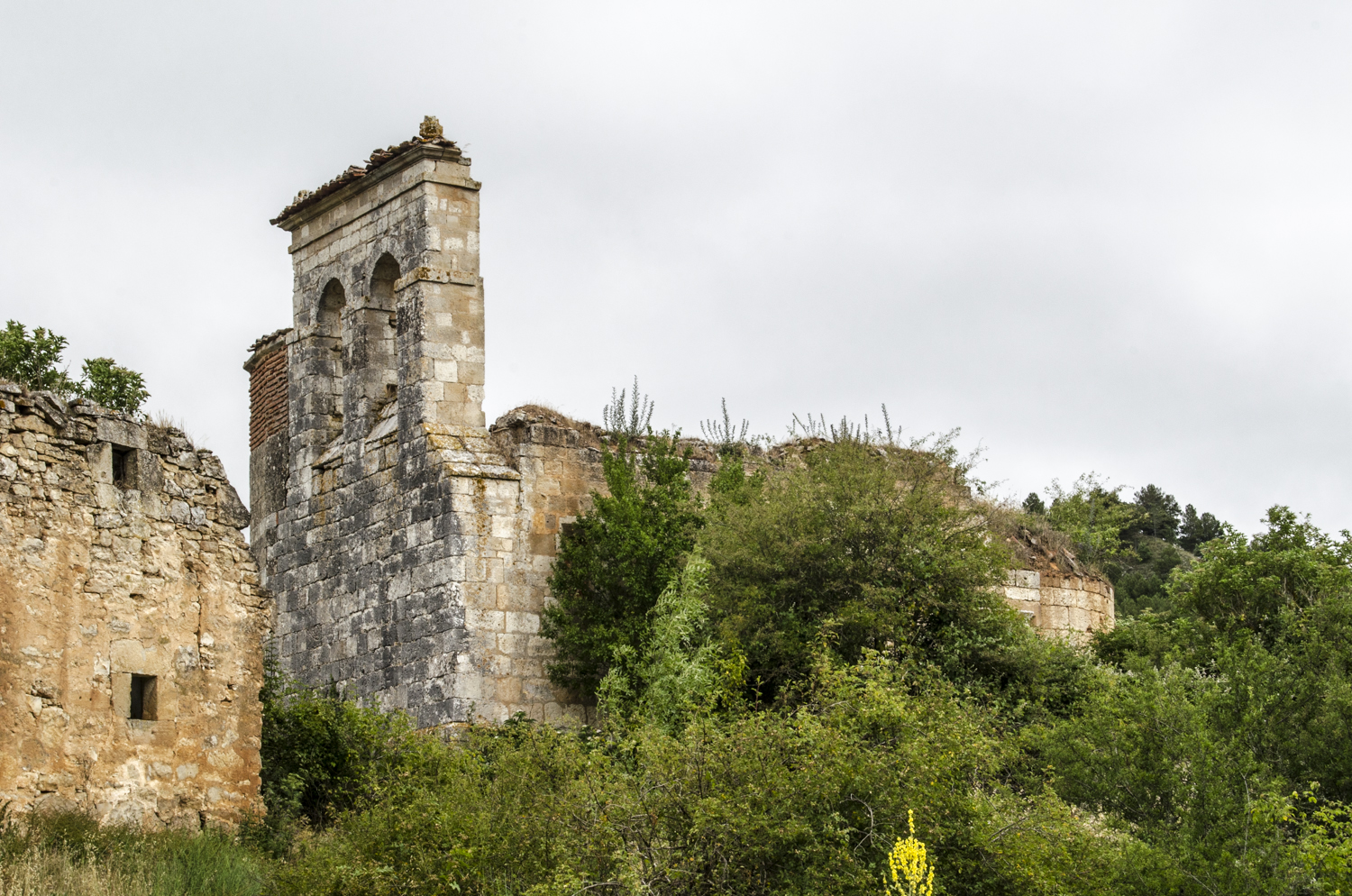
Ruinas de Hormicedo.
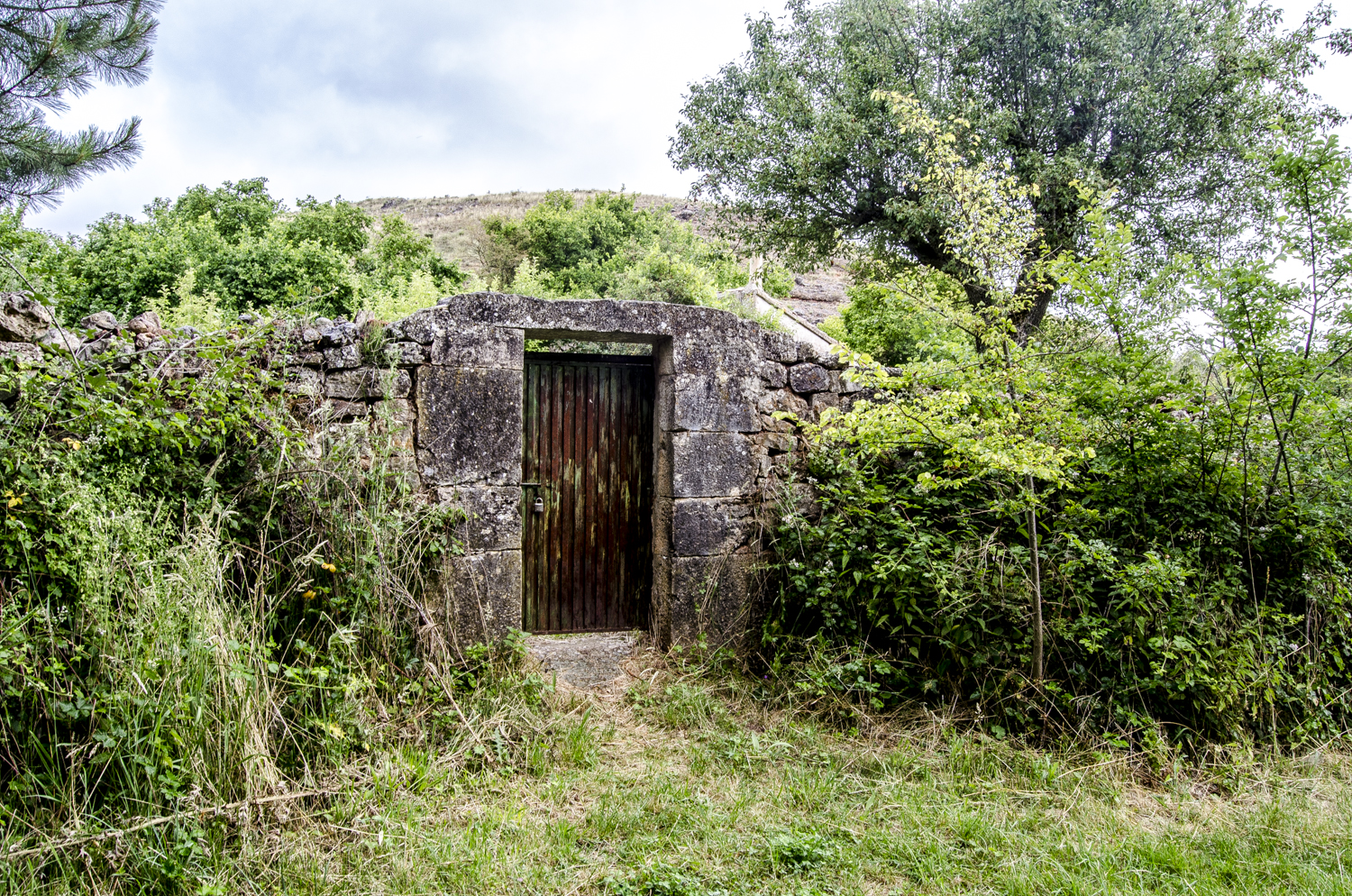
Rincón.
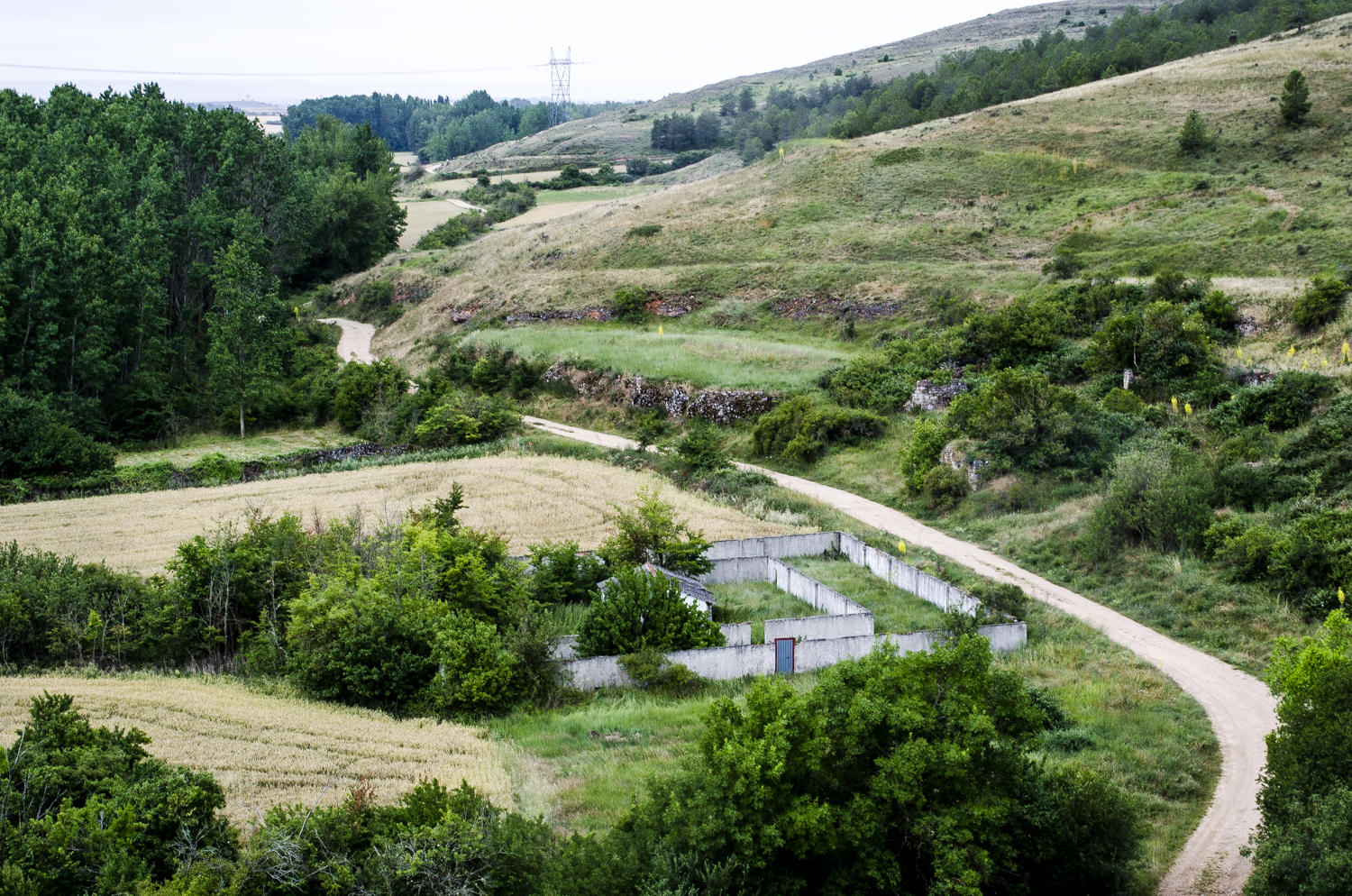
Camino de Villalbilla. Eras a la derecha. Criadero de perdices en desuso a la izquierda.
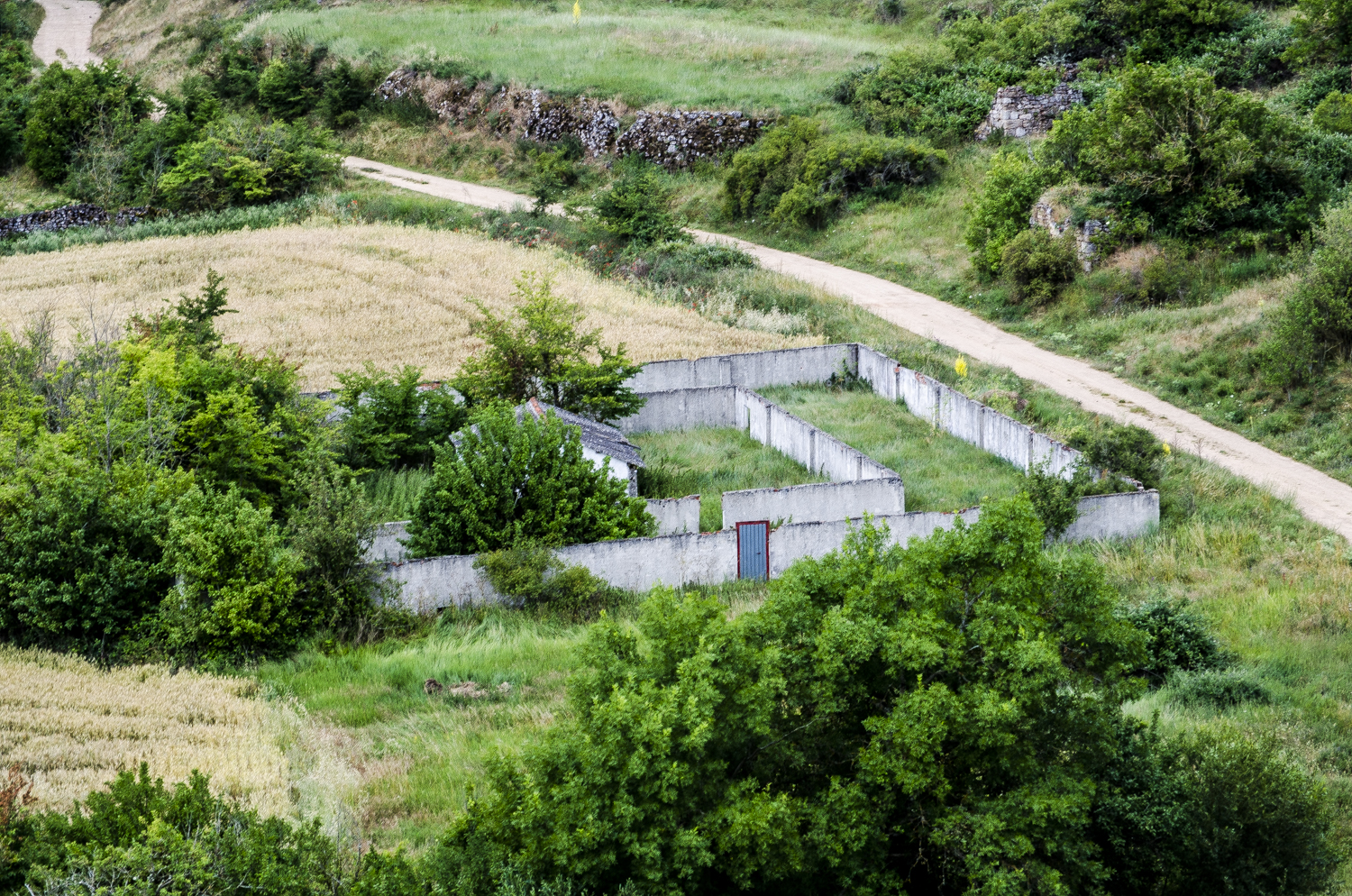
Camino de Villalbilla. Heras arriba. Criadero de perdices en desuso abajo.
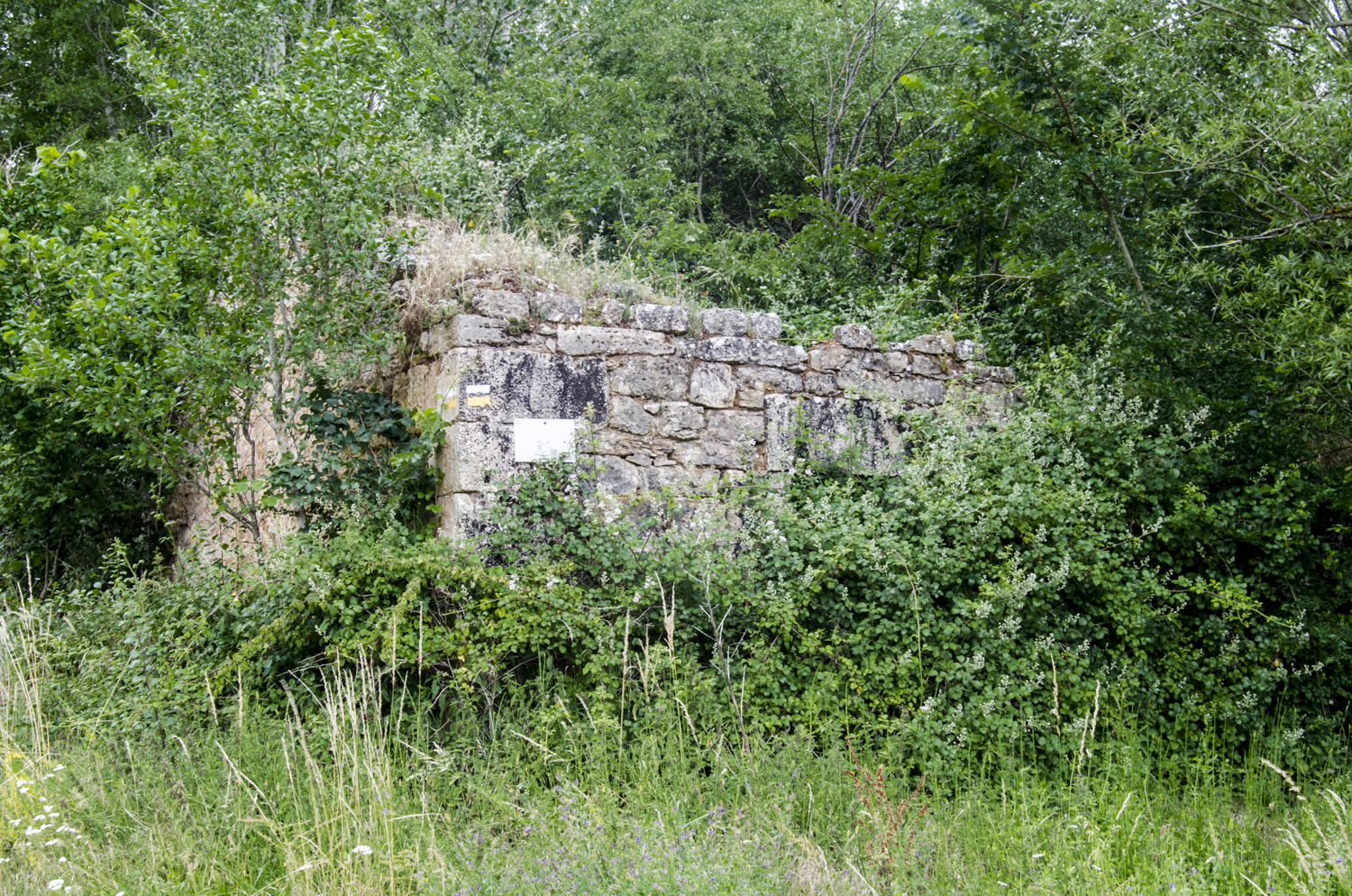
Rincón.
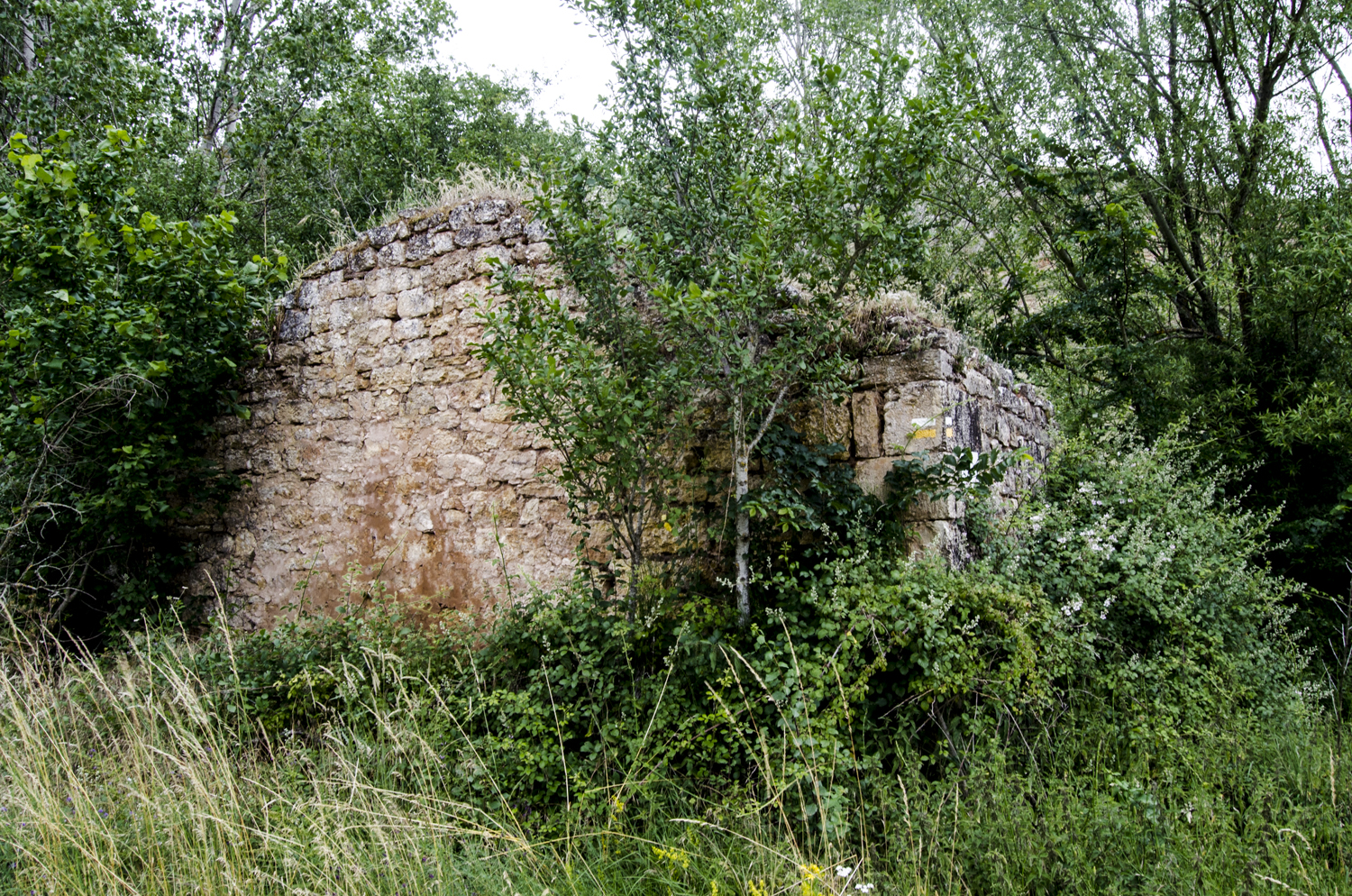
Ruina del antiguo molino.

## Personas de Hormicedo
- Padre Nicolás García Cuesta. Nacido en Hormicedo en 1869. Misionero.[15][16]